# Football Club de Metz
Maillots
Actualités
Dernière mise à jour : 17 août 2025.
Le Football Club de Metz, abrégé en FC Metz, est un club de football professionnel français fondé le 20 février 1919 à Metz en Moselle. Il a pour enceinte sportive le Stade Saint-Symphorien situé à Longeville-lès-Metz. Le club dispute le championnat de Ligue 1 depuis la saison 2025-2026.
Le club est créé sous le nom de Cercle athlétique messin. Il change de nom en Football Club de Metz en 1932 à la suite du passage du club au professionnalisme. Après une fusion avec le deuxième grand club de la ville, l'AS messine, en 1934, le club devient le Cercle des sports de Metz, avant de reprendre le nom de Football Club de Metz en 1936.
Plus important club régional lors de ses premières années avec des titres de champion de Lorraine, ainsi que des Coupes de Lorraine, il est intégré dans le premier championnat de France de football. Il devient alors l'un des clubs les plus réguliers du football français en première division, disputant lors de la saison 2023-2024 sa 64e saison dans l'élite.
Le club remporte rapidement son premier trophée en 1935, en terminant 1er du championnat de France de deuxième division. Il devient finaliste de la 21e édition de la Coupe de France face à l'Olympique de Marseille en 1938, avant de remporter le trophée pour la première fois de son histoire en 1984 contre l'AS Monaco FC. Le club obtient un gain de popularité la saison suivante en battant et éliminant chez ce dernier le FC Barcelone lors des 16es de finale de la Coupe d'Europe des vainqueurs de coupes. Il remporte deux ans plus tard la Coupe de la Ligue en 1986 contre l'AS Cannes, ainsi que la Coupe de France en 1988 face au FC Sochaux-Montbéliard. Le club gagne sa 2de Coupe de la Ligue en 1996 contre l'Olympique lyonnais, avant de devenir vice-champion du championnat de France en 1998 à égalité de points avec le RC Lens (les deux clubs départagés seulement à la différence de buts), après avoir occupé la première place une bonne partie de la saison.
Le club descend en Ligue 2 après 35 ans dans l'élite du football français à l'issue de la saison 2001-2002. Depuis, le club oscille régulièrement entre la Ligue 1 et la Ligue 2 avec un court passage en National lors de la saison 2012-2013. Il détient le record de sept descentes en Ligue 2 et autant de montées en Ligue 1 au XXIe siècle, dont six remontées la saison qui suit la descente et trois titres de champion de Ligue 2, en 2007, 2014 et 2019.

## Histoire

### Débuts du football à Metz (1905-1945)

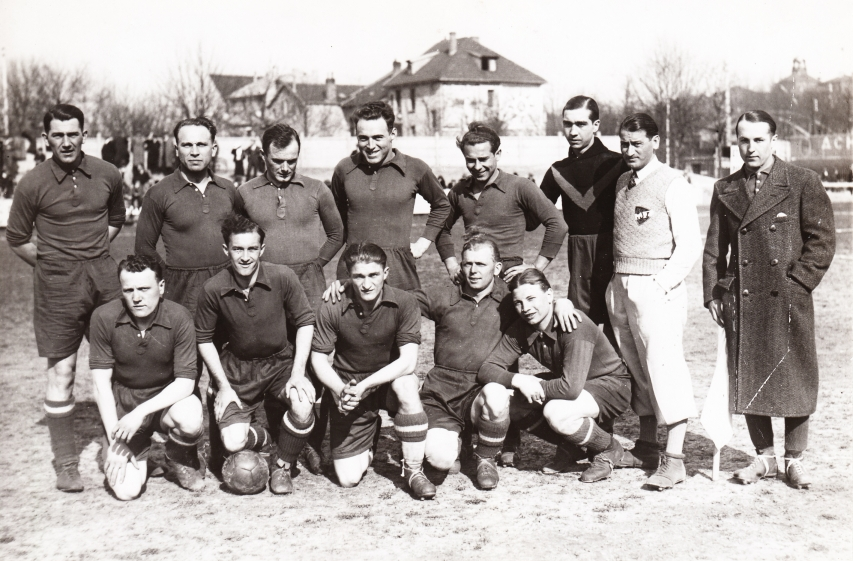
Équipe du FC Metz en mars 1933 avec Mirka, Boé, Hauswirth, Thomas, Schmitt, Travers, Steyskal, Ekerlen (debout de g. à d.), Fosset, Rohrbacher, Buhrer, André et Freiberger (en bas de g. à d.).

#### Les origines allemandes (1905-1919)
Le football serait apparu à Metz, alors sous annexion allemande, vers 1900, souvent à l’initiative de professeurs immigrés allemands. Plusieurs clubs se forment à partir de 1905. Parmi eux, le club le plus important devient le Fussball Club Metis, fondé en janvier 1905 par le professeur Georg Fischer du Lycée Fabert (à l'époque Kaiserliches Lyceum). Le FC Metis rejoint le championnat d'Allemagne du Sud dès la saison 1906-1907. Les années suivantes, de nombreuses fusions et créations de club s'opèrent à Metz, amenant à la fondation en 1912 du premier grand club omnisports, le Metzer Sport Vereinigung 1912, abrégé en Metzer SpVgg 1912. Le club est issu de la fusion de trois clubs : le FC Metis, le FC Alte Herren, fondé en 1908, et le Metzer Sport Vereinigung, lui-même fondé en 1908 par fusion de trois clubs messins, à savoir Luft und Sonne et le Fussball Club Lothringen, fondés en 1905, et le Verein für Bewegungspiel, fondé en 1907.
Le Metzer SpVgg 1912, qui est donc in fine le résultat de la fusion de cinq clubs messins fondés entre 1905 et 1908, absorbe ensuite deux autres clubs messins, le FC Vorward et le Sportklub Metz. Le Metzer SpVgg 1912 atteint dans la foulée le tournoi final du championnat d’Allemagne du Sud, où il affronte le Karlsruher FV, le VfL Germania 1894 et le FC Nuremberg. L'histoire du club s'achève avec la fin de la Première Guerre mondiale et le retour de l'Alsace-Lorraine au sein de la France. Les autorités militaires procèdent en Moselle à la dissolution des clubs nés sous domination de l'Empire allemand, ce qui est le cas du Metzer SpVgg 1912.
Un nouveau club est alors fondé en février 1919, qui prend le nom de Cercle athlétique messin. Le CA messin s’appuie fortement sur l’ossature du Metzer SpVgg 1912, plusieurs dirigeants et joueurs faisant le transfert entre les deux clubs,. Le premier président du CA messin, Justin Hirtz, qui reste en place moins de quatre mois, est d'ailleurs l'ancien président du Metzer SpVgg 1912,.

#### Le CA messin en route vers le professionnalisme (1919-1932)
Le CA messin, considéré à l'époque comme le club omnisports de la bourgeoisie messine, s'impose, avant l'arrivée du professionnalisme en France en 1932, comme le meilleur club lorrain, avec huit titres de champion de Lorraine entre 1921 et 1931. Ses titres de 1927 et 1929 permettent au club de participer deux fois en fin de saison à la première version du championnat de France de la FFF. Le CA messin y termine deux fois deuxième au deuxième niveau. Malgré sa domination régionale, le club reste très en retrait sur le plan national, n'atteignant au mieux que les huitièmes de finale de la Coupe de France en 1930.
Au tournant des années 1930, le CA messin va subir la concurrence d'un autre club de la ville, l'Association sportive messine, à la sociologie plus ouvrière. Fondée en 1919, puis promue en Division d'Honneur en 1928, l'AS messine rivalise directement avec le CA messin : il remporte le titre le champion de Lorraine en 1930 et 1932 et termine vice-champion en 1929 et 1931 derrière le CA messin.
En 1932, à l'aube du premier championnat professionnel, Metz compte donc deux clubs, le Cercle athlétique messin (CAM) et l'Association sportive messine (ASM), sociologiquement opposés, qui se partagent à la fois la suprématie sur la ville et sur la Lorraine. Le 13 février, le CA messin annonce vouloir candidater au professionnalisme. Des voix s'élèvent alors à Metz pour que s'opèrent une fusion CAM-ASM en vue de créer une équipe professionnelle. Maurice Michaux, président du CA messin, propose notamment à son homologue de fusionner leurs sections de football, mais l'ASM refuse,. Le 13 mars, la structure omnisports du CA messin décide en assemblée générale de candidater au professionnalisme, tout en prévoyant de donner son autonomie à sa section de football, qui jouerait sous le nom de Football Club de Metz, avec en sous-titre « Section de football du Cercle athlétique messin ». Dans les faits, c'est donc bien le CA messin qui candidate au professionnalisme, le FC Metz n'ayant alors pas d'existence légale. Le CA messin est enregistré officiellement le 9 mai 1932 par la Commission du professionnalisme comme engagé pour le championnat de France professionnel, et confirmé le 27 juin.
Jacques Lonchamp interprète cette volonté d'indépendantiser la section football du CA messin en FC Metz comme une stratégie permettant d'assurer la candidature du club au professionnalisme, notamment par crainte d'un refus de la candidature sous le nom de CA messin à cause de ses résultats très discrets sur le plan national, en attirant plus facilement les meilleurs joueurs de l'AS messine et afin de pousser ce dernier à fusionner in fine au sein d'un seul grand club messin, par la mise en place d'une structure plus neutre entre les deux clubs rivaux.
Néanmoins, aucune association Football Club de Metz n'est déclarée en préfecture, le FC Metz restant dans les faits la section football du club omnisports du CA messin, à qui est accordée une gestion totalement indépendante. Le changement de nom auprès de la FFFA de Cercle athlétique messin en Football Club de Metz est effectif en juillet 1932,.

#### Le FC Metz et l'intermède du Cercle des Sports de Metz (1932-1940)
Le FC Metz participe pour la saison 1932-1933 au premier championnat de France football professionnel. Son premier match a lieu le 11 septembre 1932 face au Stade rennais. Le club aligne, en plus de sept joueurs issus du CA messin, trois joueurs débauchés chez l'AS messine et une recrue autrichienne. La saison est délicate pour le FC Metz, qui termine avant-dernier de son groupe, synonyme de relégation en deuxième division nouvellement créée. Dès la fin de la saison, des discussions reprennent pour une fusion des clubs omnisports du CA messin et de l'AS messine, en proie à des dettes et dont l'équipe de football vient d'être reléguée en deuxième niveau régional après quatre saisons à jouer le titre de champion de Lorraine. Le projet n’aboutit pas , mais reprend dès la fin de la saison suivante après que le FC Metz a raté l’accession en première division.
En juillet 1934, la mairie de Metz rachète le stade Saint-Symphorien au CA messin, en proie à des difficultés financières, éponge la dette de l'AS messine et impose en contrepartie la fusion des deux clubs omnisports et le rattachement du FC Metz, également en déficit, à la nouvelle entité, en échange de la location du stade à cette dernière,. Côté football, une fusion a donc lieu entre le FC Metz et l'AS messine sous le numéro d'affiliation du FC Metz, qui change de nom en Cercle des Sports de Metz, fusion entérinée au Bureau fédéral de la FFF le 8 août 1934,. Côté omnisports, la fusion est décidée en assemblée générale le 10 aout,.
Malgré des tensions entre les dirigeants des anciens clubs, la fusion est un succès : le CS Metz termine champion de deuxième division en 1935, tout en effaçant son déficit financier. Les différends sont tels que les dirigeants de l'ex-AS messine songent un temps à se séparer du CS Metz et à recréer leur club.
Des travaux d'envergure sont engagés au stade Saint-Symphorien qui est bientôt doté de 10 000 places, dont 2 000 couvertes.
Le 6 avril 1936, lors de l'assemblée générale du CS Metz, il est décidé que les dirigeants de la section football seraient à nouveau responsables de la gestion morale, sportive et financière de leur club, sous condition que la section (au budget de 800 000 francs) aide financièrement les autres sections amateures. La section football prend alors la forme d'une Société Civile de Gestion du Football au sein du CS Metz, que son président M. Herlory (profitant d'une décision de la FFFA du 14 décembre refusant d'inscrire une section autonome sous le nom même du club omnisports) rebaptise FC Metz. Le 21 mars 1938 il inscrit le FCM au registre des associations avec de nouveaux statuts.
Ces décisions sont contestées par Maître Michaux, président du CS Metz, qui intente alors une action en justice contre sa propre section de football, procès qu'il perd le 13 mai 1938 . L'indépendance du FCM présidée par Raymond Herlory est confirmée par la justice, même si le club conserve toujours les n° d'affiliation du CA Messin auprès de la FFFA et de la LLFA.
Le club regagne la division nationale en 1935-1936 et atteint pour la première fois de son histoire la finale de la Coupe de France lors de la saison 1937-1938. C'est lors des prolongations que l'Olympique de Marseille marque un but plus que litigieux : sur un centre d'Émile Zermani, Emmanuel Aznar place une tête hors de portée de Charles Kappé, mais Charles Fosset dans un sursaut farouche et désespéré, repousse sur sa ligne de but. Après une longue hésitation, l'arbitre Charles Munsch accorde le but. Furieux, les spectateurs parisiens et les 3000 Lorrains prennent fait et cause pour les Messins et font pleuvoir, en averse écarlate, des centaines de petits coussins rouges loués au public pour son confort personnel. La défaite est glorieuse mais les yeux sont rouges en cette soirée de mai 1938, où la tristesse se dispute à la colère.
Pendant une semaine, le cinéma Palace de Metz projettera le film du match, témoin impartial prouvant la bonne foi des joueurs messins et l'incompétence de l'arbitre dépassé par ce grand événement. Le Républicain Lorrain de l'époque titre même ironiquement le lendemain dans les devises du jour : « Dans le doute, abstiens toi ! » et « Mieux vaut un résultat honorable qu'une victoire boiteuse. ».

#### La période de l'Occupation (1940-1945)
Le 3 août 1940, les autorités allemandes réagréent le FC Metz sous le nom de Fussball Verein Metz. Le 9 août, elles dissolvent tous les clubs non reconnus. Le club perdit parallèlement son statut professionnel, interdit sous le Troisième Reich. En raison des défections, des appelés, des morts et des exilés, la Fédération allemande de football envoya une sélection de joueurs de chaque club pour renforcer l’effectif messin.
Le président du FC Metz, Raymond Herlory, s'est réfugié à Gérardmer où il s'illustrera dans la Résistance. Son ami Emile Felsbourg, membre fondateur du club en 1919 reprend la présidence aux côtés de Emile Bichelberger. Les joueurs messins se sont dispersés, certains incorporés dans l'armée française en 1939, certains enrôlés de force dans l'armée allemande en 1942, certains réfugiés en zone libre pour éviter cette incorporation. Parmi les réfractaires, Marcel Muller sera déporté à Dachau, mais survivra. Des anciens joueurs professionnels du FC Metz ont accepté de jouer à certaines périodes pour le FV Metz, comme Charles Fosset, Marcel Marchal, Antoine Gorius, Robert Lorrain, Henri Nock, Albert Rohrbacher, Willy Steibel, Jean Lauer et Bep Bakhuys. D'autres y ont débuté leur carrière comme Étienne Lorenzini et Octave Sbroglia, alors que Émile Veinante est revenu à Metz ou il a été formé mais où il n'a jamais joué comme professionnel.
De 1941 à 1944, le FV Metz participe durant trois saisons à la Gauliga Westmark (Palatinat-Sarre-Lorraine mosellane), qualificatif pour la phase finale de la Deutsche Meisterschaft, le championnat d'Allemagne. Il y termine trois fois deuxième, derrière le FC Kaiserslautern en 1942 et le FC Sarrebruck en 1943 et 1944 et manque de peu l'accession à la phase finale nationale.
Le FV Metz participe également à trois éditions de la coupe d'Allemagne et atteint les huitièmes de finale en 1941, éliminé par le FC Carl Zeiss Jena.

### L'après-guerre (1945-1967)
La reconstruction s'annonce quasi impossible : toutes les infrastructures du club ont été détruites, le Stade Saint-Symphorien est inondé, les joueurs dispersés, etc. ; consciente de la situation catastrophique du club, la Fédération française de football lui accorde trois mesures exceptionnelles :
- tout joueur sous contrat avec le FC Metz en 1940 est obligé d'y revenir ;
- le FC Metz est admis d'office en Division 1 ;
- le FC Metz ne peut être relégué lors de cette saison (ces deux dernières mesures concernent également le RC Strasbourg).

Le club se traîne en bas du classement lors de la saison 1945-1946 mais l'on ne s'en inquiète guère, étant donné qu'il est assuré de ne pas descendre. Néanmoins, en fin de saison, le président Raymond Herlory fait une grosse frayeur aux supporters : il octroie son privilège de non-relégation au club du Havre AC, dont la ville a été énormément touchée par les bombardements. Heureusement, les Grenats terminent à la 17e et avant dernière place. Lors de la saison 1949-1950, le club est relégué. Il recrute alors un jeune gardien très talentueux, futur international français, François Remetter.
En 1950-1951, le FC Metz réussit l'exploit de battre le prestigieux Stade de Reims en 32e de finale de la Coupe de France, puis remonte en Division 1. Il y termine 5e la saison suivante, mais est ensuite de nouveau relégué à l'issue de la saison 1957-1958. Les Grenats, de nouveau promus à la fin de la saison 1960-1961, enregistrent le triste record de la plus large défaite de leur histoire : ils sont battus par le RC Paris onze buts à deux. Le club, terminant dernier, redescend à l'issue de la saison.
Le 30 décembre 1956, le FC Metz est le premier club de football diffusé en direct à la télévision française lors d'un match de Division 1 face au Stade de Reims.
Le 15 juillet 1965, après 33 ans de présidence, Raymond Herlory passe le relais à Paul Mayer. Deux ans plus tard, le club est l'un des prétendants à la montée (avec l'AC Ajaccio et le SEC Bastia). À trois journées de la fin, il perd un match crucial face à l'ECAC Chaumont, qui le prive de montée, mais on s'aperçoit que le gardien de but chaumontais n'était pas qualifié pour jouer. Le FC Metz accède donc de nouveau à la Division 1. Le 21 juin 1967, Paul Mayer ayant rempli ses objectifs (ramener le FC Metz en Division 1) passe le relais à Charles Molinari, un jeune industriel triple champion de moto-cross en France, qui participe entre 1952 et 1955 à des entraînements de l'équipe professionnel du FC Metz pour se maintenir en forme, c'est à partir de là que des liens se sont créés avec le club mosellan.

### Les années Molinari (1967-2009)

#### Le club s'installe au haut niveau (1967-1974)
Pour son retour parmi l'élite, le FC Metz surprend : il termine 6e du championnat 1967-1968 et atteint les quarts de finale de la Coupe de France face au futur vainqueur de l'édition, l'AS Saint-Étienne. Ce succès repose notamment sur Georges Zvunka, classé meilleur arrière latéral de l'année par France Football, Gilbert Le Chenadec international venu du FC Nantes, l'attaquant luxembourgeois Johny Léonard auteur de seize buts, ainsi que Robert Szczepaniak, international lui aussi.
Après s'être renforcé avec deux nouveaux internationaux, Gérard Hausser venu du Karlsruher SC et Richard Krawczyk arrivé du RC Lens, le FC Metz progresse encore et finit 3e du championnat 1968-1969, c'est la première fois de son histoire que le club lorrain termine sur le podium de Division 1. Grâce à ces deux bons résultats, le club participe pour la première fois de son histoire à une Coupe d'Europe, la Coupe des villes de foires, mais se fait sortir au 1er tour en 1968 par le Hambourg SV d'Uwe Seeler et en 1969 par le SSC Naples de Dino Zoff.

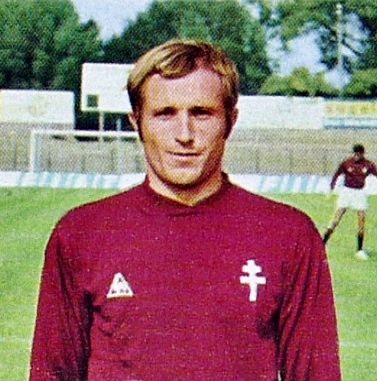
Gérard Hausser avec le FC Metz

Les saisons suivantes, le FC Metz ne confirme pas son bon retour en Division 1 malgré un effort de recrutement permanent (notamment de Nestor Combin qui rejoint les bords de la Moselle pour deux saisons, 1971-1972 et 1972-1973, après sept années en Italie du côté de la Juventus Turin ou encore de l'AC Milan). Mais les résultats ne suivent pas : 8e en 1969-1970 et 1970-1971, 14e en 1971-1972, 15e en 1972-1973 et 11e en 1973-1974.
Au milieu des années 1970, le FC Metz connaît une de ses meilleures périodes grâce à la combinaison d'un duo d'attaquants tonitruants (Nico Braun, Luxembourgeois venu du FC Schalke 04, Hugo Curioni, Argentin venu du FC Nantes), de jeunes joueurs formés au club (comme Patrick Battiston, Joël Muller ou encore Bernard Zénier), de joueurs chevronnés (comme André Rey, Claude Hausknecht, André Betta ou André Coustillet), le tout sous la baguette de l'entraineur Georges Huart qui a pris l'équipe en début de saison 1974-1975.

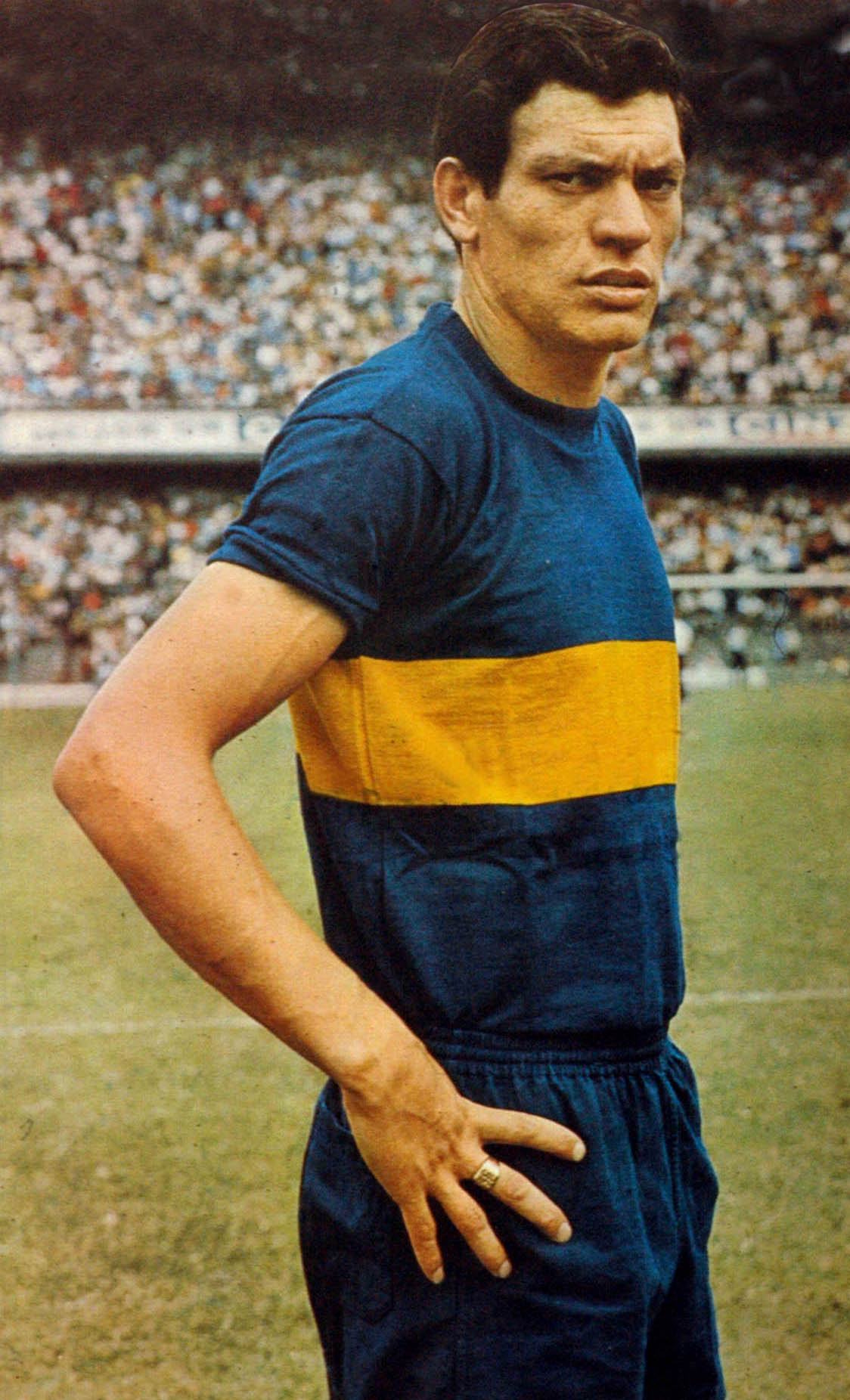
Hugo Curioni à l'époque du CA Boca Juniors, attaquant vedette du FC Metz avec Braun dans les années 70

#### Des résultats irréguliers (1974-1983)
En 1974-1975, le FC Metz termine 8e, finissant l'année sur une série de quatorze matchs sans défaite, et atteint les quarts de finale de la Coupe de France face au RC Lens, futur finaliste de la compétition face à l'AS Saint-Étienne. 1975-1976, saison marquante de cette période faste, voit les Messins terminer 6e et atteindre les demi-finales de la Coupe de France face à l'Olympique lyonnais. Le FC Metz est meilleure attaque grâce à ses « artilleurs » : Hugo Curioni marque 25 buts et Nico Braun 16, et Georges Huart est désigné meilleur entraîneur de France. L'équipe pratique un jeu spectaculaire qui reste une référence pour les supporters les plus anciens.
Le tandem d'attaquants inscrit encore 45 buts lors de la saison 1976-1977 alors que le FC Metz termine 8e. Mais la roue tourne et après trois années mémorables, la saison 1977-1978 se clôt sur une médiocre 12e place pendant que le rival régional l'AS Nancy-Lorraine de Michel Platini termine 6e et remporte la Coupe de France. Carlo Molinari mis en minorité au sein du club se retire et il est remplacé par Aimé Dumartin, un chef d'entreprise de la région messine.
La nouvelle direction ne lésine pas sur les moyens et recrute les internationaux Wim Suurbier, Henryk Kasperczak et Christian Synaeghel en provenance de l'équipe phare de l'époque, l'AS Saint-Étienne, et aussi Philippe Mahut, futur international. L'entraîneur devient Marc Rastoll, ancien défenseur du FC Metz. La saison 1978-1979 commence en fanfare avec quatre victoires de suite et se termine honorablement sur une 5e place, une place européenne étant manquée juste à la différence de buts derrière l'AS Monaco FC.
Les saisons suivantes sont irrégulières. Le maintien est préservé de peu en 1979-1980 : 17e. Puis 9e en 1980-1981, 17e de nouveau en 1981-1982 et 9e en 1982-1983 grâce notamment aux 23 buts marqués par le buteur Abdelkrim Merry venu jouer une saison au FC Metz. Henryk Kasperczak est devenu entraîneur.
Une génération talentueuse de jeunes joueurs formés au club apparaît à cette époque : Philippe Hinschberger, Luc Sonor, Jean-Philippe Rohr, Bracigliano, Marco Morgante, etc. Mais le club vit au jour le jour et connaît de graves problèmes financiers qui culminent pendant l'été 1983. La faillite est évitée de peu. La mairie de Metz exige le départ de la direction et du président Aimé Dumartin, fournit une aide financière décisive et rappelle Carlo Molinari qui reprend alors les commandes, soit cinq ans après son retrait.

#### Des succès et des exploits (1983-1989)
La saison 1983-1984, qui aurait pu se dérouler sans le FC Metz (au regard de ses problèmes financiers notamment) se termine néanmoins en apothéose pour le club à la croix de Lorraine : le FC Metz remporte la Coupe de France (et donc par la même occasion son premier trophée professionnel hors Division 2) le 11 mai 1984 en battant le favori, l'AS Monaco FC, par deux buts à zéro après prolongations. Cette victoire du club (moribond en début de saison) prend une valeur symbolique pour toute la région Lorraine durement marquée à cette époque par les difficultés économiques de la sidérurgie. En championnat, le FC Metz termine 12e. La victoire en Coupe de France ouvre une nouvelle période faste pour l'équipe, désormais entraînée par Marcel Husson.
Les cinq années sous la houlette de Marcel Husson donnent lieu à quelques-unes des plus belles pages écrites par le FC Metz qui rentre dans la légende le 10 octobre 1984 en éliminant le FC Barcelone en seizièmes de finale de la Coupe d'Europe des vainqueurs de coupes. À l'aller, les Messins surclassés se sont inclinés à domicile 4-2 face au FC Barcelone de Bernd Schuster. Le match retour, qui n'intéresse personne, a lieu au Camp Nou devant un public peu nombreux. L'impensable se produit ce soir-là après que les Catalans eurent ouvert le score. Les Messins marquent par deux fois avant la mi-temps et deux fois encore après la pause; score : quatre à un, au Camp Nou dont trois buts de Toni Kurbos. Le FC Metz est ainsi qualifié. Mais, hélas, l'aventure européenne tourne court dès le tour suivant en huitièmes de finale contre le SG Dynamo Dresden.
Pendant quatre saisons, les Messins tiennent le haut du pavé avec notamment deux qualifications pour les coupes européennes : 5e en 1984-1985, 6e en 1985-1986 et en 1986-1987, 8e en 1987-1988.
L'équipe de 1984-1985 reste l'une des meilleures qu'a connu le club mais elle se retrouve décimée par des départs en fin de saison (Jean-Philippe Rohr, Vincent Bracigliano, Philippe Thys, Claude Lowitz, Tony Kurbos, Jean-Paul Bernad, Robert Barraja). De 1984 à 1986, soit pendant deux saisons, la star du FC Metz est l'attaquant sénégalais à la coiffure rasta : Jules Bocandé, l'un des plus grands attaquants qu'a connu Saint-Symphorien.
En 1985-1986, Jules Bocandé termine meilleur buteur du championnat de Division 1 avec 23 buts. Le FC Metz développe un jeu spectaculaire dans un 3-5-2 (en avance sur son temps) et possède alors une attaque redoutable avec Jules Bocandé, Didier Six (venu faire une pige d'un an au club) et Carmelo Micciche, bien alimentée par le meneur de jeu bulgare Plamen Markov. La saison suivante, l'équipe perd des éléments clés (Jules Bocandé, Didier Six et Luc Sonor), voit le retour de Bernard Zénier, l'arrivée de l'attaquant écossais Eric Black, et réussit à terminer 6e en assurant le spectacle. Bernard Zénier réussit l'exploit de terminer meilleur buteur de Division 1 sans jouer en pointe. Cette même saison, le FC Metz remporte sa première Coupe de la Ligue (sous le nom de Coupe d'été à l'époque) face à l'AS Cannes.
Lors de la saison 1987-1988, après un match nul après prolongations, le FC Metz remporte pour la deuxième fois de son histoire la Coupe de France face au FC Sochaux-Montbéliard (alors en Division 2) lors des tirs au but (5-4) au Parc des Princes et devient alors de loin le meilleur club lorrain en matière de résultats et de palmarès.
La victoire en Coupe de France contre le FC Sochaux-Montbéliard  marque la fin d'une époque glorieuse. La saison 1988-1989 voit le FC Metz, à effectif affaibli par de nouveaux départs et par les blessures de Bérnard Zenier et Eric Black, terminer seulement 15e de Division 1. Le club réalise un triste parcours en Coupe d'Europe des vainqueurs de coupes avec une élimination au 1er tour par le club belge du RSC Anderlecht. Par ailleurs, Marcel Husson quitte son poste d'entraîneur à la fin de l'année.

#### Une période de transition (1989-1994)
Le technicien belge Henri Depireux devient entraîneur au début de la saison 1989-1990. Après un début de saison moyen, il est remplacé au bout de quelques mois par Joël Muller, alors responsable du centre de formation du club, qui entame en novembre 1989 l'un des plus longs baux en Division 1 pour un entraîneur.
C'est le début d'une période de transition pour le FC Metz : 14e en 1989-1990, puis quatre fois 12e en 1990-1991, 1991-1992, 1992-1993 et encore en 1993-1994. Cette période voit passer quelques grands noms qui enthousiasment le public : Bernard Lama, (alors en début de carrière) en 1989-1990, le fantasque croate Aljoša Asanović en 1990-1991, l'international tchèque Luboš Kubík de 1991 à 1993, François Calderaro inconnu à son arrivée en 1990 et qui marque dix-neuf buts en 1991-1992 ponctués à chaque fois d'une spectaculaire cabriole et termine deuxième meilleur buteur de Division 1 derrière le futur Ballon d'or, Jean-Pierre Papin.
Malgré le record d'affluence (fixé par exemple le 7 décembre 1991 à 32 960 spectateurs pour la réception de l'Olympique de Marseille) cette période voit la moyenne des spectateurs baisser (jusqu'à moins de 7 800 spectateurs par match sur la saison 1993-1994) malgré l'apparition régulière dans l'équipe d'un jeune joueur venu du Stade de Reims et qui annonce des lendemains qui chantent pour le FC Metz : Robert Pirès.

#### Les meilleures années du FC Metz (1994-1998)
|                                                                                         |  |  |
| Jacques Songo'o (1993-1996) 120 matchs et Rigobert Song (1994-1998) 123 matchs, 3 buts. |  |  |

Avec son nouveau meneur de jeu, Robert Pirès, le FC Metz reprend un nouvel envol au milieu des années 90 : une demi-finale de Coupe de France face au « rival » du RC Strasbourg au Stade de la Meinau et 8e en 1994-1995 puis 4e en 1995-1996. En parallèle de cette saison, le FC Metz remporte sa deuxième Coupe de la Ligue de son histoire, la première sous son nouveau format face à l'Olympique lyonnais au Parc des Princes sur le score de 5-4 lors des tirs au but après un résultat nul et vierge même après les prolongations.

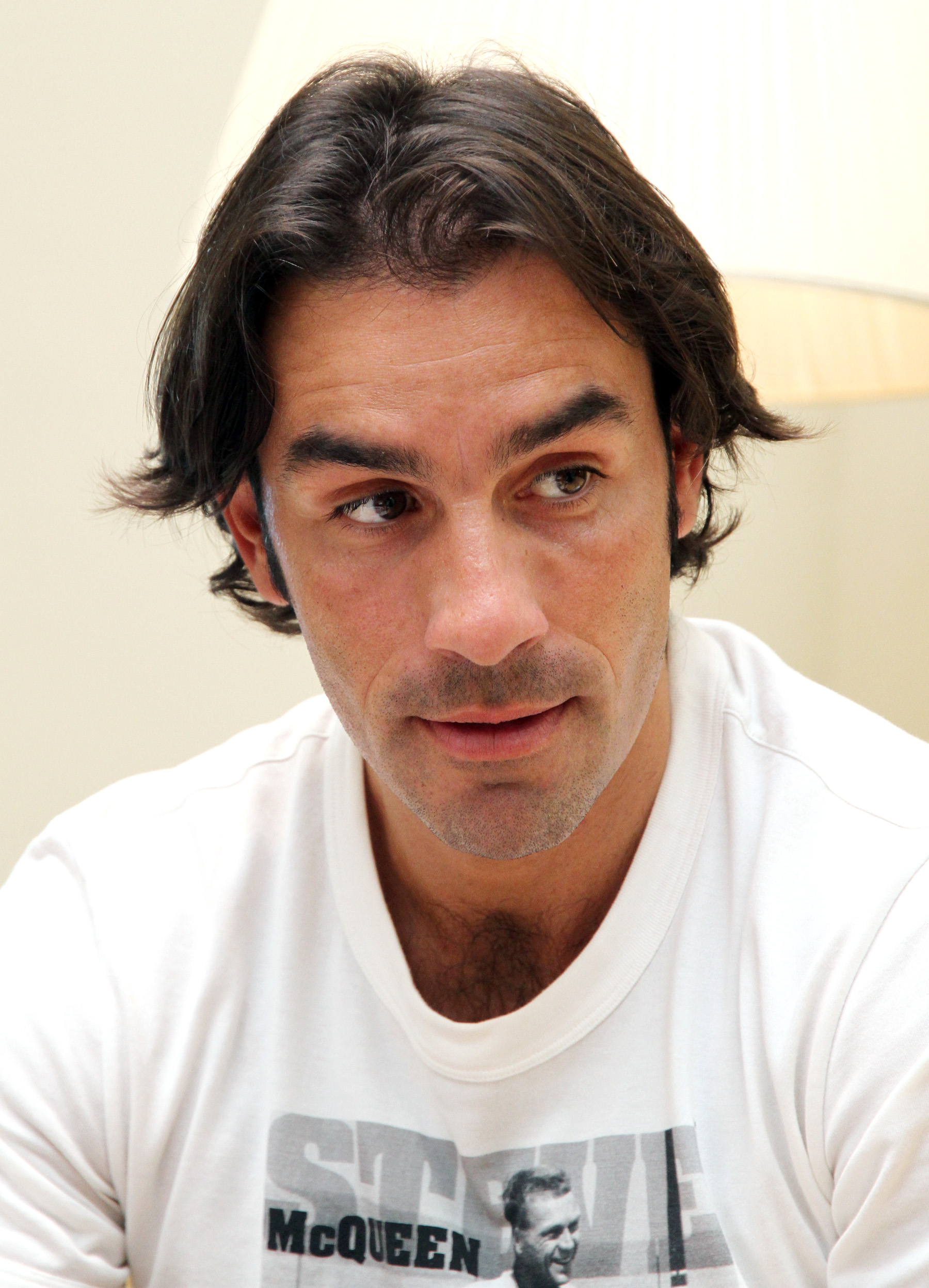
Robert Pirès, figure emblématique du club entre 1993 et 1998 avec 198 matchs disputés et 48 buts marqués.

Pendant cette période faste, l'équipe peut compter sur une défense de fer, sans doute la meilleure qu'a jamais connu le club : autour de Sylvain Kastendeuch (revenu en 1994 dans son club formateur après quatre saisons à l'AS Saint-Étienne et au Toulouse FC) on trouve Pascal Pierre, Philippe Gaillot et Albert Cartier remplacé à partir de 1995 par le Camerounais Rigobert Song. Derrière cette ligne hermétique : le gardien camerounais Jacques Songo'o puis Lionel Letizi. L'étincelle qui permet l'avènement de cette génération talentueuse est l'arrivée en septembre 1994 du joker de luxe Philippe Vercruysse en provenance des Girondins de Bordeaux (où il est peu utilisé). L'ancien international donne une nouvelle dimension à ses jeunes coéquipiers : Robert Pirès, Cyril Serredszum, Rigobert Song, Cyrille Pouget (qui forme avec Robert Pirès le duo détonant des PP flingueurs : onze buts chacun lors de la saison 1995-1996).
La victoire en Coupe de la Ligue en 1996 contre l'Olympique lyonnais ouvre les portes de la Coupe de l'UEFA aux Messins. Mais ils sont encore trop tendres et sont éliminés en 8e de finale de la Coupe de l'UEFA 1997 à la suite d'une défaite deux buts à zéro à St James' Park malgré un match nul au match aller par les anglais du Newcastle United FC après avoir battu aux tours précédents le FC Tirol Innsbruck mais surtout le Sporting Portugal, déjà à l'époque un grand club du championnat portugais. Ce parcours inachevé conforte l'expérience de l'équipe qui se renforce judicieusement avant la saison 1997-1998 avec l'arrivée de Frédéric Meyrieu, du belge Danny Boffin et du Serbe Vladan Lukić, tout en conservant Bruno Rodriguez (arrivé comme joker pendant la saison 1996-1997). Lors de cette saison 1996-1997, le FC Metz termine 5e du championnat de Division 1 juste derrière les Girondins de Bordeaux.
Lors de la saison 1997-1998, le FC Metz réalise une entame de saison parfaite. En Coupe de l'UEFA, Metz élimine sans aucun problème les belges du Royal Excelsior Mouscron (six buts à un en cumulé,) mais s'effondre rapidement au second tour face au Karlsruher SC, club de Bundesliga. En Coupe de France, les Messins éliminent Le Mans UC 72 et le SC Bastia mais tombent face au FC Bourg-Péronnas en huitième de finales de la compétition. C'est en championnat de Division 1 que le FC Metz s'illustre cette saison là avec le titre de « champion d'automne » suivi d'une « triste » seconde place derrière le RC Lens, les deux clubs ayant été départagés seulement par la différence de buts, une première et un cas unique dans l'histoire du championnat de France de football. Le titre s'est joué lors d'une dernière journée palpitante mais s'est réellement perdu pour le FC Metz lorsque le RC Lens est venu s'imposer 2-0 au Stade Saint-Symphorien à quatre journées de la fin du championnat.
Personne ne le sait alors, mais le club ne se remettra jamais de ce titre de champion perdu à la différence de buts seulement. Cette saison 1997-1998 fut le chant du cygne pour le FC Metz avant de nombreuses années.

#### La décadence puis la chute (1998-2002)
En effet, la dure loi du sport va entraîner des lendemains douloureux pour le FC Metz qui entame à partir de la saison 1998-1999 une lente descente aux enfers. Le club ne parvient pas à garder ses meilleurs éléments : Robert Pirès part à l'Olympique de Marseille après son titre de champion du monde 1998 avec l'Équipe de France, Rigobert Song rejoint le Salernitana Sport, Jocelyn Blanchard la légendaire Juventus Turin d'un certain Zinédine Zidane et enfin Cyril Serredszum rejoint le Montpellier HSC. Les recrutements ne compensent pas qualitativement les départs. Une partie du produit des transferts est investie dans les infrastructures : nouveaux terrains, vestiaires refaits à neuf, nouveau siège inauguré en janvier 2000.
À la surprise générale, le FC Metz ne parvient pas à franchir le tour préliminaire de la Ligue des champions de l'UEFA contre les modestes Finlandais du HJK Helsinki puis est battu en Coupe de l'UEFA lors du 1er tour par l'Étoile Rouge de Belgrade. Le club termine 10e de la saison 1998-99 en Division 1 et sauve l'honneur par une finale de Coupe de la Ligue perdue dans le tout nouveau Stade de France, une nouvelle fois face au RC Lens sur le score de un but à zéro, seulement un an après le titre perdu de Division 1.
La saison 1999-2000 est quelconque, sauvée par les vieux grognards de la défense (Lionel Letizi, Sylvain Kastendeuch, Philippe Gaillot et Pascal Pierre). Le jeune Louis Saha, formé au club, inscrit quatre buts et part pour l'Angleterre au Fulham FC au terme de la saison. Le FC Metz termine encore 11e lors de la saison 2000-2001 au terme d'une saison mouvementée : après plus de onze ans à la tête de l'équipe, Joël Muller est remercié et remplacé par son adjoint Albert Cartier après un début de championnat poussif. L'équipe se maintient grâce notamment aux prouesses du gardien colombien Faryd Mondragón et de bons résultats lors des matchs retour.
Ce n'est que retarder l'échéance puisque la saison 2001-2002 voit le FC Metz quitter l'élite après 35 années consécutives en Division 1. Le recours à Gilbert Gress en remplacement d'Albert Cartier redonne en cours d'année un côté plus spectaculaire à l'équipe mais affaiblit la défense. Le couperet tombe lors du dernier match après un match nul à domicile contre le FC Lorient dernier au classement. Metz fini 17e sur 18.

#### L'ascenseur (2002-2009)
Relégué en Ligue 2, le FC Metz subit désormais des contraintes financières fortes et récurrentes. Après un début de championnat très difficile, le club, emmené par le nouvel entraîneur Jean Fernandez, réussit néanmoins à remonter directement en Ligue 1 en terminant 3e derrière le Toulouse FC et Le Mans UC 72, grâce notamment à son duo d'attaquant Mamadou Niang et Emmanuel Adebayor, ce dernier étant formé au club. Le FC Metz se distingue également en Coupe de la Ligue, échouant en demi-finale au bout des prolongations face au FC Sochaux-Montbéliard.
Mais c'est un FC Metz sans le sou qui retrouve la Ligue 1 pour la saison 2003-2004. La pépite formé au club, Emmanuel Adebayor, est transféré à l'AS Monaco FC et les arrivées sont limitées aux joueurs en fin de contrat ou prêtés, comme Toifilou Maoulida, prêté par le Stade rennais FC. Le maintien est assuré avec une 14e place grâce aux jeunes joueurs formé au club incorporés dans l'équipe (Sébastien Renouard, Franck Béria ou encore Ludovic Obraniak). Même si l'effectif est renouvelé avec notamment l'arrivée du jeune Franck Ribéry qui réalise un début de saison exceptionnel et qui est rapidement vu pour beaucoup de supporters Messins comme le successeur de Robert Pirès. Cependant, le joueur est transféré au Galatasaray SK à la mi-saison. La saison suivante est tout aussi difficile, le FC Metz termine 16e.
Le club est alors remis à flot et se lance dans un recrutement ambitieux pour viser une première partie de tableau. Mais à l'image du Coréen Ahn Jung-hwan (héros de la Coupe du monde 2002) qui n'arrive à marquer que deux buts en seize matchs, le recrutement s'avère être un fiasco et la saison 2005-2006 est catastrophique. Jean Fernandez parti pour l'Olympique de Marseille en début de saison, c'est Joël Muller qui reprend les commandes d'une équipe sans âme qui termine dernière de Ligue 1.
Durant la saison 2006-2007, le club parvient à créer la surprise en prenant la tête du championnat de Ligue 2 dès le tout début de la saison et en parvenant à remonter en Ligue 1 dès la 33e journée, le FC Metz remporte son deuxième titre de champion de Ligue 2. Mais avec quatre défaites consécutives en fin de saison, certains supporters ne sont cependant pas rassurés sur l'avenir du club, d'autant plus qu'une fois remonté dans l'élite, le club se retrouve avec le plus petit budget de Ligue 1 malgré une augmentation de capital de 1,2 M€. Dans cette dernière opération, deux nouveaux actionnaires font leur entrée dans le capital du club : Jean-Luc Muller (PDG de la société de travail temporaire Inter-conseil) et Jean-Louis Petruzzi (PDG du groupe MENWAY). Ce budget complique le recrutement des Grenats, qui se voient obligés de faire confiance à l'effectif de la saison passée.
Malheureusement, l'équipe championne de Ligue 2 déçoit et les blessures de certains joueurs cadres s'accumulent. La saison 2007-2008 devient rapidement catastrophique. À mi-championnat, le club occupe la dernière place avec seulement sept points, ce qui entraîne le départ de l'entraîneur, Francis De Taddeo, dont les choix sont vivement critiqués. Yvon Pouliquen reprend l'équipe en janvier et parvient à lui redonner du jeu en optant pour des tactiques plus offensives. Les résultats s'améliorent mais le club ne peut rattraper sa première partie de championnat et est condamné (dès la 33e journée) à redescendre en Ligue 2. De plus, le FC Metz se voit accablé par un scandale de racisme dans la très médiatisée « affaire Ouaddou ». Un « supporter » du FC Metz a proférées des insultes racistes au joueur du Valenciennes FC, Abdeslam Ouaddou, lors du match FC Metz -Valenciennes FC le 16 février 2008. Seule éclaircie dans cette saison noire, le beau parcours effectué en Coupe de France, qui voit les Grenats atteindre les quarts de finale et s'incliner d'un but face à l'Olympique lyonnais et l'apparition en équipe première d'un jeune et talentueux joueur formé au club, Miralem Pjanić, transféré à l'Olympique lyonnais pour 7,5 millions d'euros à la fin de la saison et qui devient, à l'époque, le plus gros transfert de l'histoire du club.
En Ligue 2 la saison suivante, l'équipe semble partie pour remonter. Auteur d'un exploit en éliminant trois buts à un l'Olympique lyonnais au Stade de Gerland en début de saison en Coupe de la Ligue et performant en championnat, le FC Metz a cinq points d'avance sur le quatrième à la 30e journée de championnat, donc les choses semblent bien engagées. Mais une série de sept matchs sans victoire et une défaite face à l'AC Ajaccio (à la 37e journée) condamnent le FC Metz à passer une deuxième saison consécutive en Ligue 2, ce qui ne lui était plus arrivé depuis 45 ans. L'équipe est conspuée par le public du Stade Saint-Symphorien lors du dernier match de la saison à domicile. Le président Carlo Molinari devient vice-président et confie les rênes du club à Bernard Serin, entré dans le capital du club en 2006 et qui en devenait l’actionnaire majoritaire.

### L'ère Serin (depuis 2009)

#### Stagnation en Ligue 2 et chute en National (2009-2012)
Le début de saison 2009-2010 est mitigé. Sylvain Wiltord, ancien international français, alors sans club, fait une arrivée remarquée au mercato d'hiver en signant un contrat de six mois. En deuxième partie de saison, l'équipe parvient à se hisser à la 4e place du classement mais s'écroule en subissant une suite de neuf matchs sans victoire. La direction décide de démettre Yvon Pouliquen de ses fonctions (alors que la montée est encore jouable) et le remplace provisoirement par Joël Muller (directeur sportif) qui avait déjà occupé (fin 1980 à 2000) cette place d'entraîneur. Mais le changement n'est pas efficace et le FC Metz termine à nouveau au pied du podium derrière le SM Caen, le Stade Brestois 29 ou encore l'AC Arles-Avignon.
L’inter-saison marque un renouvellement de l'effectif et les contrats de nombreux cadres de l'équipe ne sont pas renouvelés. De nombreux noms circulent pour le poste (vacant) d’entraîneur, notamment d'anciens du FC Metz, mais c'est finalement Dominique Bijotat, ex-entraîneur de La Berrichonne de Châteauroux, qui est nommé.
Le championnat 2010-2011 est très difficile pour le club, qui passe une grande partie de la saison dans la zone de relégation sans parvenir à en sortir. Le maintien se dessine en fin d'exercice sous l'impulsion de l'attaquant Mathieu Duhamel, en prêt de l'ESTAC Troyes et grâce à une série de bons résultats dans les dernières journées. Le FC Metz s'en sort définitivement, à l'issue de la 37e journée , en battant le Nîmes Olympique trois buts à zéro devant plus de 24 000 spectateurs venus soutenir les Grenats, record d'affluence en Ligue 2 cette saison-là.
La saison 2011-2012 démarre positivement, en continuité de la fin de saison précédente. À la trêve, le FC Metz se positionne en milieu de tableau, mais la deuxième partie de saison ne se passe pas comme prévu : résultats trop irréguliers, choix tactiques (de l'entraîneur) très discutables, tensions sporadiques entre des joueurs et le public ; la situation devient très difficile à gérer. Incapable de se sortir de la spirale des mauvais résultats, le club scelle sa débâcle le 11 mai 2012 en s'inclinant face à l'AC Arles-Avignon, défaite qui le condamne à la descente en National pour la première fois de son histoire.

#### La remontée dans l'élite (2012-2015)
Avec son statut professionnel en danger, le FC Metz doit se restructurer. La survie économique du club est assurée par le soutien maintenu des sponsors et des collectivités locales, ainsi que par le transfert de Sadio Mané au Red Bull Salzbourg pour quatre millions d'euros, le plus gros transfert de l'histoire du championnat de National à l'époque. Bernard Serin confirme Dominique D'Onofrio au poste de directeur sportif et le club fait appel à un nouveau staff technique. Le 4 juin 2012, Albert Cartier est rappelé par le club grenat pour reprendre les rênes de l'équipe ; est également enregistré le retour de Grégory Proment, ancien capitaine emblématique du club.
Porté par une nouvelle dynamique et un public resté fidèle (le club bat le record d'affluence du National et le record de moyenne de spectateurs de l'époque), l'équipe s'installe solidement sur le podium dès le début de saison et assure sa remontée en Ligue 2 en terminant vice-champion derrière l'US Créteil-Lusitanos. L'équipe montre de belles choses en coupe, en éliminant deux clubs de Ligue 2 (le CS Sedan-Ardennes et le Tours FC) en Coupe de la Ligue et en poussant l'OGC Nice aux prolongations en Coupe de France.
Au mercato estival 2013, le club se renforce mais n'a pour objectif qu'un maintien en Ligue 2. Après un bon début de championnat pour un promu le FC Metz dispute son premier derby lorrain depuis six ans face à l'AS Nancy-Lorraine tout juste relégué de Ligue 1. Le FC Metz s'impose sur le score de trois buts à zéro dans l'un des derbys lorrain les plus bouillant de l'histoire en tribune. Après une défaite au RC Lens sur le score de trois buts à deux, les Grenats remportent sept victoires consécutives, une première dans l'histoire du club. Le club est sacré champion d'automne avec 40 points, soit sept de plus que ses deux poursuivants, l'Angers SCO et le RC Lens.
Le début d'année 2014 est difficile avec une série de quatre matchs sans victoire, situation qui prend fin avec une victoire à domicile face au SM Caen avec une victoire deux buts à un. Lors de la 34e journée, les Messins officialisent leur retour en Ligue 1 après six ans d'absence dans l'élite grâce à une victoire contre l'AJ Auxerre trois buts à zéro au Stade l'Abbé-Deschamps et sont officiellement champions en s'imposant face à l'ESTAC Troyes un but à zéro au Stade de l'Aube deux journées plus tard. Le FC Metz organise une belle fête pour l'accession en Ligue 1 lors de la dernière journée de championnat au Stade Saint-Symphorien face au Havre AC.
Au mercato estival 2014, des joueurs importants quittent le club, en particulier Diafra Sakho, buteur star de l'équipe qui rejoint West Ham United FC. Cependant, le FC Metz s'associe avec un club mythique en Argentine : le CA River Plate; cela permet de faire venir Federico Andrada sous forme de prêt pour la saison. Par ailleurs, le FC Metz attire l'ancien international français et ex-joueur du Chelsea FC, vainqueur de la Ligue des champions de l'UEFA, Florent Malouda.
Revenu de très loin, étant en National deux ans plus tôt, les Messins ont désormais pour défi de se maintenir dans l'élite du football français.
Le championnat débute laborieusement avec seulement deux points au bout de trois journées, mais lors de la quatrième journée, le FC Metz s’impose à domicile face à l’Olympique lyonnais sur le score de deux buts à un, signant le premier succès de la saison. Les protégés d'Albert Cartier alignent ensuite une série de trois victoires consécutives et défient même les plus gros clubs. Mais ils retombent en ne prenant qu'un seul point sur neuf possibles lors des trois matchs suivants. Après une dernière victoire à domicile face au SM Caen sur le score de trois buts à deux lors de la 12e journée, le club vit un bien triste record de dix-huit rencontres sans la moindre victoire, dont seulement cinq matchs nuls.
Metz trouve enfin le chemin de la victoire face au Toulouse FC sur le score de trois buts à deux et au RC Lens sur le score de trois buts à un, mais le club est condamné à être relégué en Ligue 2 après sa douloureuse défaite à domicile quatre buts à zéro face au FC Lorient lors de la 36e journée de Ligue 1. Avec moins de douze points sur le premier non relégable, mathématiquement les Messins se retrouvent dans l'impossibilité de rattraper leur retard. Ils joueront donc en Ligue 2 la saison suivante.

#### L'ascenseur (2015-)
Le retour du club en Ligue 2 va changer beaucoup de choses, notamment le remplacement d'Albert Cartier par le belge José Riga.
La saison 2015-2016 débute très bien pour les protégés de José Riga, avec cinq victoires et un match nul à la fin de la 6e journée du championnat. Mais, jusqu’à la trêve hivernale, les résultats sont inconstants. Les Lorrains sont éliminés de la Coupe de la Ligue lors du 2e tour en s’inclinant deux buts à zéro face au Dijon FCO. Par la suite, l'élimination au 8e tour de la Coupe de France par l'ES Wasquehal (club de CFA) ainsi que quatre défaites en cinq matchs vont coûter sa place au technicien belge. En effet il se voit limogé et remplacé par un emblématique ancien joueur du club : Philippe Hinschberger.

Comme pour la phase aller, la phase retour débute bien avec quatre victoires en cinq matchs. Après la défaite face au Clermont Foot 63, en clôture de la 29e journée, les espoirs de regagner la Ligue 1 deviennent très minces pour les Lorrains, car ils se retrouvent à cinq points du 3e. Mais c'est alors qu'une incroyable remontée se produit. Les joueurs de Philippe Hinschberger réalisent une série de sept victoires en huit rencontres. Troisième à l’issue de la 37e journée avec trois points d’avance sur Le Havre AC, le 4e, un match nul à Lens lors de la dernière journée suffirait pour valider le billet de la montée. Cependant, les Messins passent à un cheveu d'un scénario catastrophe. En effet, rapidement menée au score, l'équipe réalise l'un des pires matchs de la saison et s'incline un but à zéro pendant que les Havrais corrigeaient cinq buts à zéro le FC Bourg-en-Bresse Péronnas 01 à domicile. La différence de buts, initialement de six, entre le FC Metz et Le Havre AC devient alors nulle et le nombre de points identique. C'est donc grâce au nombre de buts inscrits (54 contre 52) que les Grenats retrouvent la Ligue 1 un an après l'avoir quitté.
Le but de cette saison 2016-2017 est de ne pas reproduire les mêmes erreurs qui se sont produites deux ans auparavant. À noter qu'il s'agit là de la 6e saison consécutive où le FC Metz ne joue pas dans le même championnat, se ballotant entre Ligue 2, National et Ligue 1.
La saison débute très bien pour les protégés de Philippe Hinschberger avec trois victoires, un nul, une défaite (face au tenant du titre) et une place sur le podium à la fin de la 4e journée du championnat. Puis les choses se compliquent : le club ne gagne qu'un seul match en huit journées et encaisse par la même occasion la plus grande défaite à domicile de son histoire en championnat face au futur champion de France, l'AS Monaco FC sur le score de sept buts à zéro. Cette fin de mi-saison est entachée par l'affaire des pétards lancés sur le gardien de l'Olympique lyonnais ; Anthony Lopes. Alors que Metz menait au score face à l'OL, des « supporters messins » ont jeté des pétards sur le gardien, mettant définitivement fin au match. L'Olympique lyonnais gagnera finalement le match après être rejoué sur le score de 3-0 au Stade Saint-Symphorien. Après un hiver difficile, l'équipe messine se remet en marche et se maintient finalement en Ligue 1 après son match face au LOSC Lille, finissant à une honorable 14e place, tout en ayant été la pire défense du championnat cette année-là avec 72 buts encaissés.
Le FC Metz aborde 2017-2018 avec l'objectif de se maintenir une nouvelle fois en Ligue 1. Mais la première moitié de saison est catastrophique avec seulement quatre points gagnés en seize journées, chiffres qui sont, pour un club à la mi-saison, les pires statistiques historiques du championnat. Philippe Hinschberger est limogé à l'issue de la 10e journée et remplacé par Frédéric Hantz. La seconde moitié de saison est meilleure mais n'empêche pas le club de terminer dernier de Ligue 1 (place qu'il occupe déjà depuis la 4e journée).
Après deux saisons en Ligue 1 et la relégation, le FC Metz aborde 2018-2019 avec l'objectif de remontée et nomme Frédéric Antonetti au poste d'entraîneur. De plus, les Grenats disposent du deuxième budget de Ligue 2 (derrière le RC Lens) avec 30 millions d'euros.
A l'issue de la 7e journée et sept victoires, le FC Metz est en tête du championnat. Il bat ainsi le record jusqu'à présent détenu par le RC Lens à savoir six victoires sur les six premiers matchs. Les Lorrains réalisent une excellente première moitié de saison et occupent la première place à mi-parcours avec une avance confortable de six points sur le deuxième.
Le 26 avril 2019, le FC Metz, leader toute la saison, assure sa remontée en Ligue 1 grâce à sa victoire face au Red Star FC ; puis, le 3 mai, le FC Metz s'assure le titre de champion de Ligue 2 après sa victoire trois buts à zéro contre le Valenciennes FC. L'équipe du FC Metz est alors largement récompensée aux Trophées UNFP du football : sept joueurs dans l'équipe-type de la saison, quatre nominations aux titres de Meilleur joueur et Meilleur gardien, et une nomination pour le titre de Meilleur entraîneur.
Le FC Metz retrouve la Ligue 1 une saison après l'avoir quitté. Cette remontée a comme objectif le maintien et la pérennisation du club dans l'élite. Vincent Hognon (entraîneur et adjoint de Frédéric Antonetti durant la saison précédente) est nommé entraîneur principal. En fait, il s'occupait de l'équipe première depuis la mi-saison, à la suite du départ de l'entraineur en Corse au chevet de sa femme. Absent à la reprise, Frédéric Antonetti est pourtant confirmé au club mais devient « manager général » afin de chapeauter l'équipe professionnel une année de plus tout en étant délégué à la gestion courante. Le championnat de France est interrompu lors de la vingt-huitième journée à cause à la pandémie de Covid-19. Le classement est figé et le FC Metz occupe la quinzième place.
Lors de la saison 2020-2021, bien que les matches se déroulent à huis clos (pandémie de Covid-19 oblige), le FC Metz réalise une saison honorable. En effet, malgré trois défaites consécutives en ouverture du championnat, les Grenats réalisent une bonne saison en accrochant la 10e place du championnat de France, une première depuis la saison 1998-1999.
Pour la saison 2021-2022, l'objectif du club reste le même : le maintien en Ligue 1, voire finir dans la première moitié de tableau, encouragé en cela par les résultats de la saison précédente. Cependant le club ne parvient pas à maintenir ce cap, termine à l'avant-dernière place et est donc relégué en Ligue 2 après ses deux saisons dans l'élite. Il se sépare alors de Frédéric Antonetti.
Lors de la saison 2022-2023 : l'objectif affiché est de retrouver l'élite sous les commandes du nouvel entraîneur du club ; László Bölöni. Les conditions sont particulières en raison du passage à dix-huit clubs : en effet, la transition oblige à n'avoir cette année que deux clubs promus (pour quatre clubs relégués). Pendant une grande partie de la saison, le FC Metz est resté au coude-à-coude avec les Girondins de Bordeaux mais réussit finalement à passer devant lors de l'avant-dernière journée.

Cortège des supporters du FC Metz face au SC Bastia en 2023 avant la montée en Ligue 1

Le club est officiellement promu en Ligue 1 quelques jours après la dernière journée de la saison, à la suite de la décision de la LFP pour le match Girondins de Bordeaux - Rodez AF (match perdu par les Girondins de Bordeaux à la suite de l'intrusion d'un supporter sur la pelouse).
Cette saison-là, le FC Metz obtient sa montée en grande partie grâce à l'intelligence de jeu et aux buts de Youssef Maziz et de Georges Mikautadze, ce dernier étant d'ailleurs nommé meilleur buteur de Ligue 2 ainsi que meilleur joueur lors des trophées UNFP.
Lors de la saison 2023-2024, l'objectif du club reste le maintien en Ligue 1 dans un championnat avec désormais 18 clubs. Avec Georges Mikautadze revenu en prêt de l'Ajax Amsterdam en janvier 2024, le FC Metz termine barragiste. Lors du barrage contre l'AS Saint-Étienne, le club s'incline (1-2 / 2-2) et descend une nouvelle fois en Ligue 2.
Lors de la saison 2024-2025, le club se sépare de joueurs importants au sein du collectif de la saison dernière comme Georges Mikautadze ou encore Lamine Camara. L'entraîneur Lázló Bölöni est limogé pour faire place à Stéphane Le Mignan, auparavant à l'US Concarneau en Ligue 2 lors de la saison 2023-2024. En Coupe de France, le club échoue en 32es de finales face à l'ESTAC Troyes, autre club de Ligue 2, trois buts à zéro au Stade de l'Aube.
En championnat, le FC Metz en difficulté en fin de saison, laisse échapper la montée directe en Ligue 1 au profit du FC Lorient et du Paris FC. Le club lorrain est contraint de passer par les barrages d’accession. En play-off, Metz affronte l’USL Dunkerque, qui a terminé quatrième,. Vainqueur de Dunkerque sur un but en fin de match de Yacine Bammou contre son camp, le FC Metz affronte le Stade de Reims, barragiste de la Ligue 1 lors des barrages,. Remportant le match retour en prolongation sur le score de trois buts à un après un match nul un partout à domicile, le club est de retour en Ligue 1, un an après sa descente. Cette montée marque la cinquième alternance entre Ligue 1 et Ligue 2 pour le FC Metz en autant de saisons, illustrant la résilience du club.

## Identité du club

### Logos

1921 à 1934[231]
1936
Jusqu'en 1967
1967 à 2000
2000 à 2021
Depuis 2021

Le blason le plus connu du FC Metz fut créé en 1967 (lors de la remontée des Grenats en Division 1) à l'initiative du président du club (Carlo Molinari) et d'un journaliste sportif de la presse régionale, puis rafraîchit en 2000. Le blason, aux couleurs grenat et blanc, reprend le nom de la ville auquel est associé le dragon Graoully et la Croix de Lorraine. Depuis 2018, le club possède une mascotte à l'effigie du dragon messin, surnommée « Grayou ». Le 27 mai 2021, le club dévoile sa nouvelle identité visuelle. Le nouveau logo se veut moderne et simplifié, « mettant à l’honneur d’une part la Croix de Lorraine, tout en lui donnant une forme plus singulière et élégante ». Ainsi, la « véritable » Croix de Lorraine est remplacée aux abords du Stade Saint-Symphorien, dans la communication du club, ainsi que sur les maillots du FC Metz. Ce changement de logo entraîne une colère au sein des supporters messins qui ne retrouvent pas l'identité du club, de la ville, mais surtout de la région.

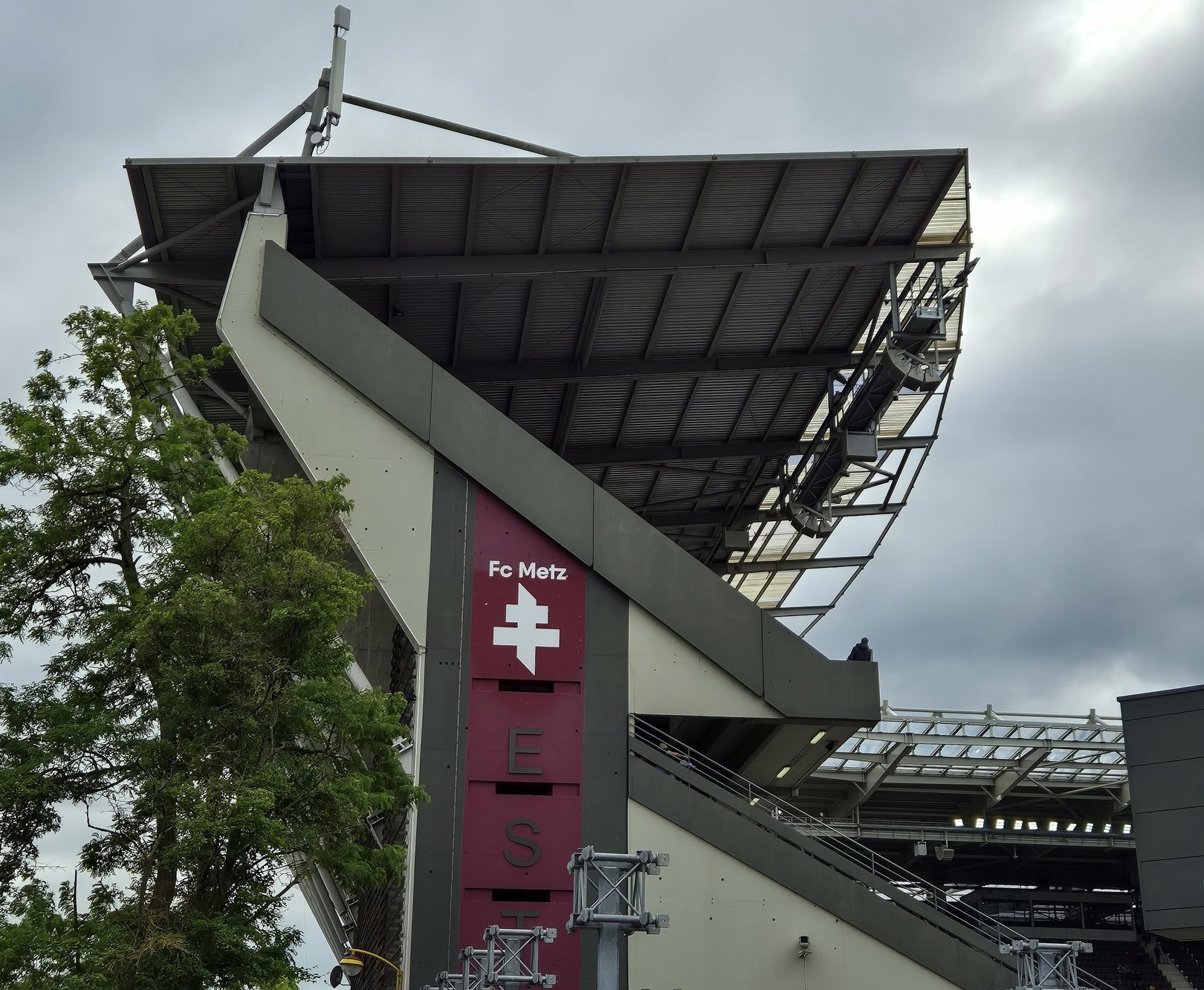
Le nouveau logo du FC Metz sur la tribune Est du Stade Saint-Symphorien

### Croix de Lorraine
La Croix de Lorraine, symbole de la résistance française pendant la Seconde Guerre mondiale, apparaît pour la première fois sur le maillot grenat pour la saison 1944-1945, signe du retour de la Moselle dans la France libre. Le club est alors le seul autorisé à porter sur son maillot cet insigne religieux devenu politique. Au fil du temps, sur les maillots elle apparaît soit seule, soit aux côtés du blason et du logo de l'équipementier. Elle disparaît du maillot professionnel en 1999 avant de revenir dans l'équipement depuis la saison 2015-2016 (en remplacement du blason) faisant du FC Metz le seul club de Ligue 1 à ne pas arborer son écusson et le seul club de l'UEFA à avoir le droit de porter un insigne religieux ou politique sur son maillot.

### Couleurs
| 1919-1934      | 1934-1936 | depuis 1936 |
| Tenue domicile |           |             |

| 1919-1971        | 1971-1979 | depuis 1979 |
| Tenue extérieure |           |             |

En avril 1919, les couleurs des tenues du CA Messin sont le blanc et le bleu. Cependant, afin d'obtenir l'agrément du Commissaire général de la République (alors que beaucoup de ses joueurs se parlaient en allemand sur le terrain) le club modifia ses statuts et ajouta le rouge à ses couleurs d'origines, en référence au drapeau français.
En 1924, après sa fusion avec l'Union Sportive et Ligue Aérienne Messine, les sections d'athlétisme et de rugby du CA Messin adoptent le grenat qu'elles associent au blanc. Plus tard, le grenat sera repris par la section football du CA Messin.
Après 1934 et la fusion avec l'AS Messine, le club joue parfois en noir et blanc. L'idée de revenir exclusivement au grenat et blanc germe en 1936 lors d'un déplacement à Marseille : Charles Fosset et Raymond Herlory, (tous deux assis en tribune) entendent les supporters de l'Olympique de Marseille conspuer les Messins et proférer des insultes à caractère anti-allemandes (le noir et blanc étant les couleurs de l'équipe nationale d'Allemagne). Il est alors décidé, pour améliorer l'image du club et de la ville de Metz (meurtrie par l'annexion) de changer les couleurs des maillots.
En fait, le grenat a quitté à deux reprises les maillots messins : pendant la Seconde Guerre mondiale (où l'équipe évolue en bleu et noir dans le championnat allemand) puis entre 1978-1983 (pendant la présidence d’Aimé Dumartin), une période qui voit un retour du blanc et noir.
Le blanc et noir sont néanmoins parfois repris en tant que maillot extérieur.
En outre, il est à noter que le club utilise aussi la couleur jaune mais de façon occasionnelle, soit en l'associant au grenat, soit en troisième maillot. En effet, le jaune est une autre couleur emblématique (de la ville de Metz), celle de la pierre de Jaumont.

### Équipementier et maillot
Au cours de son histoire, le FC Metz a été équipé par sept équipementiers : le Coq Sportif de 1968 à 1980, par Adidas de 1980 à 1985, par Patrick de 1985 à 1987, par izoard de 1987 à 1988, par Puma de 1988 à 2006, par Kappa de 2006 à 2011, et enfin par Nike de 2011 à 2020.
Depuis 2020, l'équipementier club est Kappa, de retour chez les grenats avec un contrat de trois ans puis d'une prolongation de contrat de cinq ans jusqu'en 2028.
| Période    | Équipementier  | Sponsor principal maillot domicile |
| ---------- | -------------- | ---------------------------------- |
| 1968– 1975 | Le Coq Sportif |                                    |
| 1975– 1976 | Le Coq Sportif | Maisons AST                        |
| 1976- 1978 | Le Coq Sportif | Fiat                               |
| 1978- 1979 | Le Coq Sportif | Maisons AST                        |
| 1979- 1980 | Le Coq Sportif | Chaussures Bally                   |
| 1980- 1982 | Adidas         | Chaussures Bally                   |
| 1982- 1983 | Adidas         | Kiplé Montres                      |
| 1983- 1984 | Adidas         | Iveco                              |
| 1984- 1985 | Adidas         | Sollac                             |
| 1985- 1987 | Patrick        | Sollac                             |
| 1987- 1988 | izoard         | Sollac                             |
| 1988- 2005 | Puma           | Sollac                             |
| 2005- 2006 | Puma           | Arcelor                            |
| 2006- 2007 | Kappa          | Arcelor                            |
| 2007- 2008 | Kappa          | Nàsuba Express                     |
| 2008- 2010 | Kappa          | Weigerding                         |
| 2010- 2011 | Kappa          | E.Leclerc                          |
| 2011- 2016 | Nike           | Volvo                              |
| 2016- 2017 | Nike           | Tchad                              |
| 2017- 2020 | Nike           | Car Avenue                         |
| 2020- 2026 | Kappa          | Car Avenue                         |

## Palmarès et records

### Bilan
| Compétition                          | Saisons | Titres | Match joués | Victoires | Nuls | Défaites | Buts marqués | Buts encaissés | Différence | Meilleure performance       |
| ------------------------------------ | ------- | ------ | ----------- | --------- | ---- | -------- | ------------ | -------------- | ---------- | --------------------------- |
| Championnat de France                | 64      | 0      | 2294        | 749       | 611  | 934      | 2915         | 3418           | -503       | Vice-champion               |
| Championnat de France D2             | 22      | 4      | 778         | 364       | 225  | 189      | 1202         | 793            | +409       | Vainqueur (4)               |
| Championnat de France D3             | 1       | 0      | 38          | 20        | 10   | 8        | 62           | 37             | +25        | Vice-champion               |
| Bilan Championnat professionnel      | 87      | 4      | 3110        | 1133      | 846  | 1131     | 4179         | 4248           | -69        |                             |
| Coupe de France                      | 83      | 2      | 256         | 140       | 27   | 91       | 474          | 291            | +183       | Vainqueur (2)               |
| Coupe de la Ligue                    | 33      | 2      | 99          | 56        | 3    | 40       | 150          | 128            | +22        | Vainqueur (2)               |
| Bilan Coupes nationales              | 116     | 4      | 355         | 196       | 30   | 131      | 624          | 419            | +205       |                             |
| Ligue des champions                  | 1       | 0      | 2           | 0         | 1    | 1        | 1            | 2              | -1         | Tour final de qualification |
| Coupe de l'UEFA/Ligue Europa         | 4       | 0      | 14          | 5         | 4    | 5        | 18           | 19             | -1         | Huitième de finaliste       |
| Coupe des Coupes                     | 2       | 0      | 6           | 1         | 1    | 4        | 8            | 13             | -5         | Huitième de finaliste       |
| Coupe des villes de foires           | 2       | 0      | 4           | 0         | 1    | 3        | 5            | 10             | -5         | 1er tour                    |
| Coupe Intertoto                      | 3       | 0      | 20          | 11        | 1    | 8        | 24           | 21             | +3         | Finaliste                   |
| Bilan européen                       | 12      | 0      | 46          | 17        | 8    | 21       | 56           | 65             | -15        |                             |
| Bilan toutes compétitions confondues | 215     | 8      | 3511        | 1346      | 884  | 1283     | 4859         | 4732           | +127       |                             |

Mise à jour après la saison 2024-2025.

### Records et distinctions

#### Records
En ce qui concerne le record du plus grand nombre de saisons d'affilée en première division, le FC Metz y a évolué pendant 35 saisons consécutives, entre 1967 et 2002, ce qui en fait la troisième meilleure équipe française dans ce domaine, derrière le Paris Saint-Germain (52 saisons, série en cours) et le FC Nantes (44 saisons), et juste devant l'AS Monaco (34 saisons).
Lors de la saison 1975-1976 de Division 1, le FC Metz termine avec la meilleure attaque du championnat (72 buts) devant l'AS Saint-Étienne, champion, avec 68 buts.

#### Distinctions
En 1968, Georges Zvunka est classé meilleur latéral de l'année par France Football. En 1976, Georges Huart, alors entraîneur du FC Metz est désigné meilleur entraîneur de Division 1 par France Football. En 1986, l'attaquant Jules Bocandé termine meilleur buteur du championnat de Division 1 avec vingt-trois réalisations. En 1987, c'est Bernard Zénier qui termine meilleur buteur du championnat de Division 1 avec dix-huit réalisations. En 2013, Albert Cartier, entraîneur du club, est élu meilleur entraîneur de l'année en National. En 2014, l'attaquant Diafra Sakho est élu meilleur joueur du championnat de Ligue 2, Albert Cartier est une nouvelle fois l'entraîneur de l'année. En 2016, Yéni Ngbakoto termine meilleur passeur décisif du championnat de Ligue 2. En 2023, Georges Mikautadze termine meilleur buteur du championnat de Ligue 2 et remporte le titre de meilleur joueur de l'année aux trophées UNFP.

#### Championnats et coupes d'Europe de l'UEFA
La plus large victoire en championnat de Division 1 est acquise à domicile contre le Red Star FC lors de la saison 1946-1947 sur le score de 8-0. À l'extérieur, la plus large victoire de l'histoire du club date de la saison 1983-1984 où Metz remporte son match 7-3 sur le terrain du Nîmes Olympique. La plus large défaite à domicile de l'histoire du club se situe lors de la saison 2016-2017 où Metz encaisse 7-0 par l'AS Monaco FC au Stade Saint-Symphorien. La plus large défaite à l'extérieur est face au RC Paris lors de la saison 1961-1962 sur le score de 11-2.
Dans les compétitions de l'UEFA, la plus large victoire à domicile est remportée en Coupe Intertoto en 1999 face au Polonia Varsovie sur le score de 5-1. La plus large défaite se situe en 1978 en Coupe Intertoto face au VfL Bochum sur le score de 5-0.
|                     | A domicile                              | A domicile                                | A domicile                               | A l'extérieur                         | A l'extérieur                            | A l'extérieur                       |
|                     | Championnat                             | Coupe de France                           | Coupe d'Europe                           | Championnat                           | Coupe de France                          | Coupe d'Europe                      |
| Plus large victoire | Red Star Olympique (8-0) (18 août 1946) | US Frais Marais (14-1) (28 octobre 1934)  | Polonia Varsovie (5-1) (28 juillet 1999) | Nîmes Olympique (3-7) (28 avril 1984) | CO Châlons (0-8) (23 novembre 2002)      | FC Barcelone (1-4) (3 octobre 1984) |
| Plus large défaite  | AS Monaco FC (0-7) (1 octobre 2016)     | FC Nantes Atlantique (1-3) (14 mars 1999) | Hambourg SV (1-4) (18 septembre 1968)    | RC Paris (11-2) (19 novembre 1961)    | Olympique lillois (8-0) (8 janvier 1922) | VfL Bochum (5-0) (13 mai 1978)      |

### Palmarès

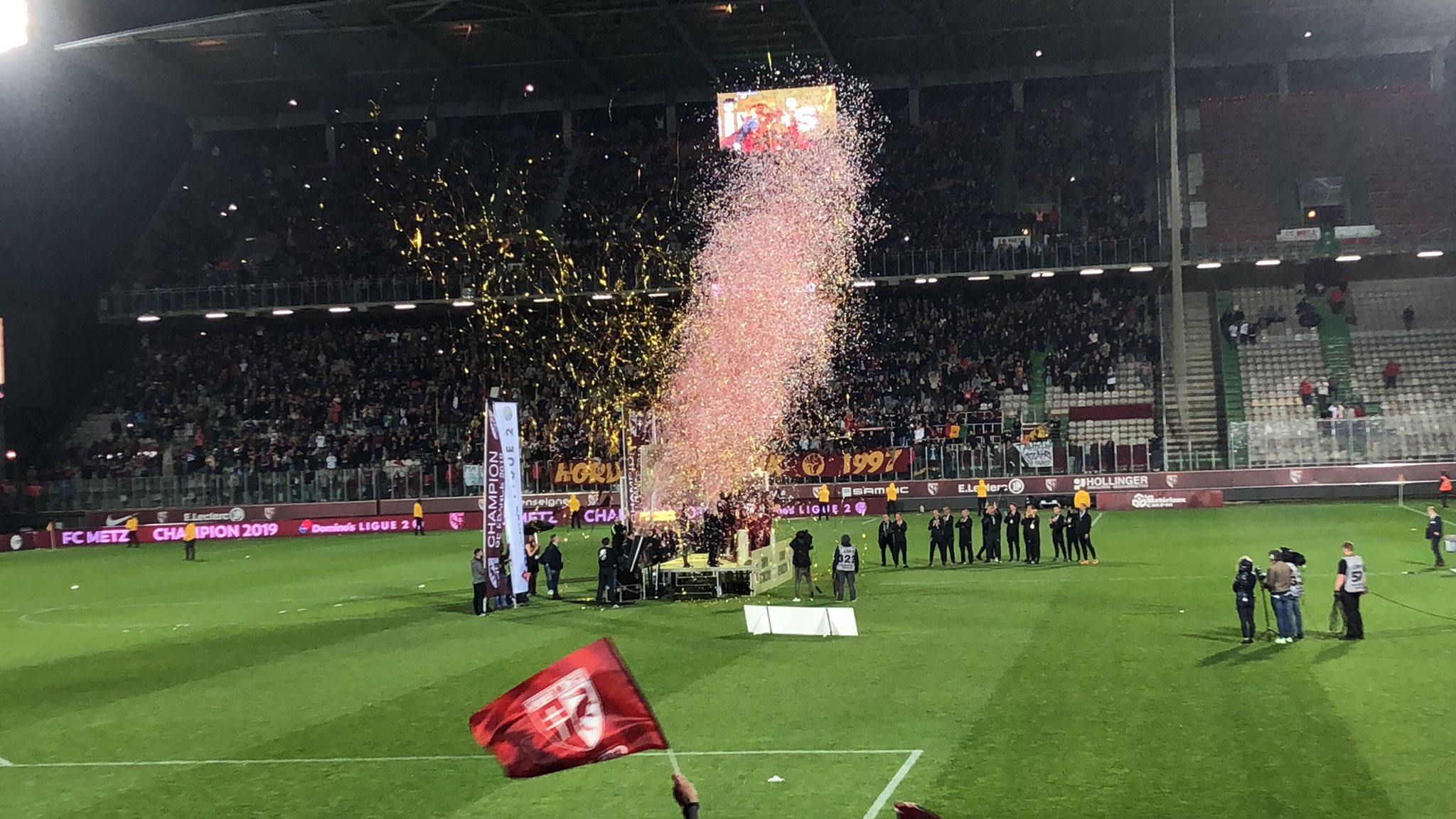
Le FC Metz sacré champion de France de Ligue 2 en 2019

Le FC Metz possède huit trophées sur le plan national : quatre titres de champions de 2e division, deux coupes de France et deux coupes de la Ligue. Ce qui constitue le plus beau palmarès de Lorraine ainsi que le troisième de la région Grand Est derrière le Stade de Reims et le RC Strasbourg.
| Compétitions nationales | Compétitions internationales |
| --- | --- |
| - Championnat de France de 1re division - Vice-champion en 1998. - Championnat de France de 2e division (4) - Champion en 1935, 2007, 2014 et 2019. - Vice-champion en 1951, 1961 , 1967 et 2023 - National - Vice-champion en 2013. - Coupe de France (2) - Vainqueur en 1984 et 1988. - Finaliste en 1938. - Coupe de la Ligue (1) - Vainqueur en 1996. - Finaliste en 1999. - Coupe d'Allemagne - Huitième de finaliste en 1941 Anciennes compétitions - Coupe de la Ligue (ancienne version) (1) - Vainqueur en 1986. | - Ligue des champions (C1) : - Meilleure performance : Tour final de qualification en 1998 - Ligue Europa (C3) - Huitième de finaliste en 1997. Anciennes compétitions - Coupe Intertoto - Finaliste en 1999. - Coupe des Alpes - Finaliste en 1979. - Coupes des coupes (C2) - Huitième de finaliste en 1984. |
| - Championnat de France de 1re division - Vice-champion en 1998. - Championnat de France de 2e division (4) - Champion en 1935, 2007, 2014 et 2019. - Vice-champion en 1951, 1961 , 1967 et 2023 - National - Vice-champion en 2013. - Coupe de France (2) - Vainqueur en 1984 et 1988. - Finaliste en 1938. - Coupe de la Ligue (1) - Vainqueur en 1996. - Finaliste en 1999. - Coupe d'Allemagne - Huitième de finaliste en 1941 Anciennes compétitions - Coupe de la Ligue (ancienne version) (1) - Vainqueur en 1986. | Compétitions régionales |
| - Championnat de France de 1re division - Vice-champion en 1998. - Championnat de France de 2e division (4) - Champion en 1935, 2007, 2014 et 2019. - Vice-champion en 1951, 1961 , 1967 et 2023 - National - Vice-champion en 2013. - Coupe de France (2) - Vainqueur en 1984 et 1988. - Finaliste en 1938. - Coupe de la Ligue (1) - Vainqueur en 1996. - Finaliste en 1999. - Coupe d'Allemagne - Huitième de finaliste en 1941 Anciennes compétitions - Coupe de la Ligue (ancienne version) (1) - Vainqueur en 1986. | - Championnat de Lorraine (8) - Champion en 1920, 1921, 1922, 1924, 1926, 1927, 1929, 1931. Anciennes compétitions - Gauliga Westmark - Vice-champion en 1942, 1943 et 1944. |

| Compétitions Nationales Jeunesse                                                    |
| Coupe Gambardella (3) - Vainqueur en 1981, 2001 et 2010 - Finaliste en 1962 et 1980 |

### Les meilleures performances
En première division, le meilleur classement de Metz date de la saison 1997-98, à l'issue de laquelle le club se classe deuxième à égalité de points (68) avec Lens, sacré champion grâce à une meilleure différence de buts. Le FC Metz a terminé dans les six premiers du championnat à dix autres reprises : 3e en 68-69, 4e en 95-96, 5e en 51-52, 78-79, 84-85 ainsi qu'en 96-97 et 6e en 67-68, 75-76, 85-86 et 86-87.
En deuxième division, Metz remporte par quatre fois le championnat : 1934-1935, 2006-2007, 2013-2014 et 2018-2019. Il est à noter que le club qui était en National en 2012-2013, terminant deuxième, remporte la Ligue 2 la saison d'après en tant que promu avant de retrouver l'élite après six saisons d'absences.
En Coupe de France, le FC Metz sort vainqueur des éditions de 1984 et 1988. Plusieurs décennies auparavant, en 1938 le club dispute déjà une finale au Parc des Princes, contre l'Olympique de Marseille. L'arbitrage est cependant défavorable au club lorrain qui s'incline sur le score de 2-1.
En 1999, Metz est finaliste de la Coupe de la Ligue au Stade de France. Lens, qui avait déjà remporté le championnat précédent au nez et à la barbe des messins, s'impose 1-0. On peut également mettre en évidence la campagne en Coupe de la Ligue 2003, qui se termine pour le FC Metz en demi-finale face au FC Sochaux-Montbéliard (3-2 a.p). Lors de cette édition, Metz, alors en Ligue 2, avait cependant éliminé les Girondins de Bordeaux et le FC Nantes.
Au niveau européen, le fait le plus marquant est sans doute la victoire de Metz 4-1 contre le FC Barcelone au Camp Nou, après une défaite 2-4 à Metz, au premier tour de la Coupe des coupes 1984-1985. Le match fut diffusé le lendemain à la télévision française.

### Coupes d'Europe
Depuis ses débuts en Coupe des villes de foires en 1968-1969, le FC Metz a disputé huit campagnes européennes : un tour préliminaire de l'UEFA Champions-League (1999), deux campagnes UEFA Cup Winners Cup (1985 et 1989), trois campagnes en Coupe UEFA (1986, 1997, 1998 plus un tour à la suite d'un reversement en 1999 après son élimination au tour préliminaire de l'UEFA Champions-League) et deux campagnes en coupe des villes de foire (1969 et 1970).
Son meilleur résultat fut un huitième de finale de Coupe UEFA en 1997. Le club a disputé 26 matchs (15e club français) pour six victoires, sept matchs nuls et treize défaites.
À cela s'ajoutent deux campagnes en UEFA Intertoto Cup en 1995 et en 1999.
On peut souligner les scores étonnants du 1er tour de l'UEFA Cup Winners Cup de la saison 1984/1985 : le FC Metz s'incline à l'aller à domicile contre le FC Barcelone deux buts à quatre , pour l'emporter à l'extérieur quatre buts à un.
Les résultats des campagnes européennes
| Saison    | Compétition                            | Tour                        | Adversaire                         | Aller | Retour |
| --------- | -------------------------------------- | --------------------------- | ---------------------------------- | ----- | ------ |
| 1968-1969 | Coupe des villes de foires             | 1er tour                    | Hambourg SV - FC Metz              | 4-1   | 3-2    |
| 1969-1970 | Coupe des villes de foires             | 1er tour                    | FC Metz - SSC Naples               | 1-1   | 1-2    |
| 1984-1985 | Coupe d'Europe des vainqueurs de coupe | 1er tour                    | FC Metz - FC Barcelone             | 2-4   | 4-1    |
| 1984-1985 | Coupe d'Europe des vainqueurs de coupe | 2d tour                     | Dynamo Dresde - FC Metz            | 3-1   | 0-0    |
| 1985-1986 | Coupe UEFA                             | 1er tour                    | Hajduk Split - FC Metz             | 5-1   | 2-2    |
| 1988-1989 | Coupe d'Europe des vainqueurs de coupe | 1er tour                    | FC Metz - RSC Anderlecht           | 1-3   | 0-2    |
| 1996-1997 | Coupe UEFA                             | 1er tour                    | FC Tirol Innsbruck - FC Metz       | 0-0   | 0-1    |
| 1996-1997 | Coupe UEFA                             | 2d tour                     | FC Metz - Sporting Lisbonne        | 2-0   | 1-2    |
| 1996-1997 | Coupe UEFA                             | 3e tour                     | FC Metz - Newcastle United         | 1-1   | 0-2    |
| 1997-1998 | Coupe UEFA                             | 1er tour                    | Royal Excelsior Mouscron - FC Metz | 0-2   | 1-4    |
| 1997-1998 | Coupe UEFA                             | 2d tour                     | FC Metz - Karlsruher SC            | 0-2   | 1-1    |
| 1998-1999 | Ligue des champions de l'UEFA          | Tour final de qualification | HJK Helsinki - FC Metz             | 1-0   | 1-1    |
| 1998-1999 | Coupe UEFA                             | 1er tour                    | Étoile rouge de Belgrade - FC Metz | 2-1   | 1-2    |

Les résultats en Coupe Intertoto
| Saison | Compétition     | Tour       | Adversaire                      | Aller | Retour |
| ------ | --------------- | ---------- | ------------------------------- | ----- | ------ |
| 1995   | Coupe Intertoto | Poule      | ÍBK Keflavík - FC Metz          | 1-2   | -      |
| 1995   | Coupe Intertoto | Poule      | FC Metz - Partick Thistle       | 1-0   | -      |
| 1995   | Coupe Intertoto | Poule      | NK Zagreb - FC Metz             | 0-1   | -      |
| 1995   | Coupe Intertoto | Poule      | FC Metz - LASK Linz             | 1-0   | -      |
| 1995   | Coupe Intertoto | 1/8 finale | Ceahlăul Piatra Neamţ - FC Metz | 0-2   | -      |
| 1995   | Coupe Intertoto | 1/4 finale | FC Metz - RC Strasbourg         | 0-2   | -      |
| 1999   | Coupe Intertoto | 2d tour    | MŠK Žilina - FC Metz            | 2-1   | 0-3    |
| 1999   | Coupe Intertoto | 3e tour    | KSC Lokeren - FC Metz           | 1-2   | 1-0    |
| 1999   | Coupe Intertoto | 4e tour    | FC Metz - Polonia Varsovie      | 5-1   | 1-1    |
| 1999   | Coupe Intertoto | Finale     | West Ham - FC Metz              | 0-1   | 3-1    |

## Personnalités du club

### Joueurs
| Rang | Nom                   | Buts | Matchs | Carrière au club |
| ---- | --------------------- | ---- | ------ | ---------------- |
| 1    | Nico Braun            | 107  | 193    | 1973 - 1978      |
| 2    | Albert Rohrbacher     | 95   | 148    | 1932 - 1938      |
| 3    | Henri Baillot         | 95   | 177    | 1945 - 1950      |
| 4    | Thadée Cisowski       | 74   | 127    | 1947 - 1952      |
| 5    | Philippe Hinschberger | 74   | 482    | 1978 - 1992      |

| Rang | Nom                   | Matchs | Carrière au club          |
| ---- | --------------------- | ------ | ------------------------- |
| 1    | Sylvain Kastendeuch   | 524    | 1981 - 1990 & 1994 - 2001 |
| 2    | Philippe Gaillot      | 495    | 1984 - 2002               |
| 3    | Philippe Hinschberger | 482    | 1978 - 1992               |
| 4    | Fernand Jeitz         | 361    | 1967 - 1977               |
| 5    | Pascal Pierre         | 347    | 1992 - 2002               |

Au cours de son histoire, le club mosellan a compté dans ses rangs plusieurs joueurs qui ont marqué de leur empreinte l'histoire du club. Le défenseur français Sylvain Kastendeuch est le joueur le plus capé sous le maillot grenat avec 524 apparitions suivi de près par le défenseur français Philippe Gaillot avec 495 apparitions. Au rayon des meilleurs buteurs, c'est l'attaquant luxembourgeois Nico Braun qui occupe la première place avec 107 réalisations suivi des deux attaquants français Albert Rohrbacher et Henri Baillot auteur de 95 réalisations chacun sous le maillot du club messin.

#### Internationaux français
| Nom                 | Date de naissance | Sélections en « grenat » | Buts en « grenat » | Sélections totales | Buts totaux | 1re sélection avec Metz | Adversaire           | Dernière sélection avec Metz | Adversaire       |
| ------------------- | ----------------- | ------------------------ | ------------------ | ------------------ | ----------- | ----------------------- | -------------------- | ---------------------------- | ---------------- |
| Robert Pirès        | 29.10.73          | 17                       | 2                  | 79                 | 14          | 31.08.96                | Mexique (2-0)        | 28.06.98                     | Paraguay (1-0)   |
| Patrick Battiston   | 12.03.57          | 14                       | 1                  | 56                 | 3           | 23.02.77                | RFA (1-0)            | 27.02.80                     | Grèce (5-1)      |
| André Rey           | 22.01.48          | 10                       | 0                  | 10                 | 0           | 23.02.77                | RFA (1-0)            | 02.05.79                     | États-Unis (6-0) |
| Sylvain Kastendeuch | 31.08.63          | 9                        | 0                  | 9                  | 0           | 18.11.87                | RDA (0-1)            | 07.02.89                     | Irlande (0-0)    |
| François Remetter   | 08.08.28          | 6                        | 0                  | 26                 | 0           | 11.06.53                | Suède (0-1)          | 19.06.54                     | Mexique (3-2)    |
| Robert Szczepaniak  | 04.04.42          | 5                        | 0                  | 5                  | 0           | 23.12.67                | Luxembourg (3-1)     | 06.11.68                     | Norvège (0-1)    |
| Philippe Mahut      | 04.03.56          | 5                        | 0                  | 9                  | 0           | 09.09.81                | Belgique (0-2)       | 10.07.82                     | Pologne (2-3)    |
| Cyrille Pouget      | 06.12.72          | 3                        | 0                  | 3                  | 0           | 24.01.96                | Portugal (3-2)       | 27.03.96                     | Belgique (2-0)   |
| Bernard Zénier      | 21.08.57          | 2                        | 0                  | 5                  | 1           | 23.02.77                | RFA (1-0)            | 18.11.87                     | RDA (0-1)        |
| Carmelo Micciche    | 16.08.63          | 2                        | 1                  | 2                  | 1           | 29.04.87                | Islande (2-0)        | 16.06.87                     | Norvège (0-2)    |
| Lionel Letizi       | 28.05.73          | 2                        | 0                  | 2                  | 0           | 11.10.97                | Afrique du Sud (2-1) | 25.03.98                     | Russie (0-1)     |
| Thadée Cisowski     | 16.02.27          | 1                        | 0                  | 13                 | 11          | 01.11.52                | Autriche (2-2)       | 01.11.52                     | Autriche (2-2)   |

NB : en gras les joueurs uniquement sélectionnés en équipe de France lorsqu'ils jouaient avec le FC Metz.

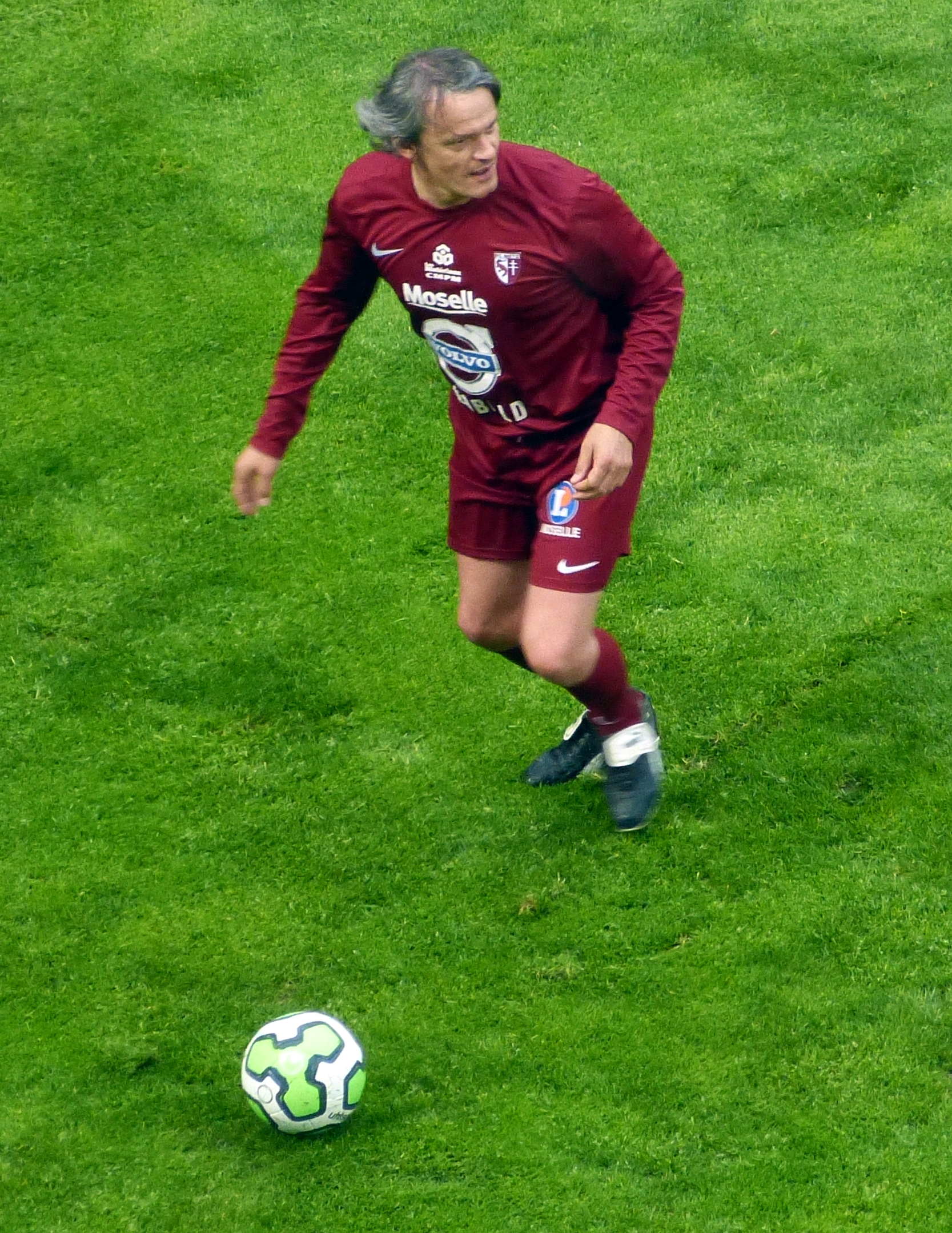
Sylvain Kastendeuch, joueur le plus capé de l'histoire du club.

- Depuis 1958, douze joueurs ont joué en Équipe de France en portant le maillot du FC Metz. Pour tous, il s'agissait de leur grand début (NB : Bernard Zénier fut sélectionné en 1977 puis en 1987 sous le maillot grenat après avoir entre-temps été sélectionné sous le maillot bleu avec le rival de l'AS Nancy-Lorraine en 1983)[281].
- Trois d'entre eux ont disputé la Coupe du monde alors qu'ils portaient le maillot grenat : Patrick Battiston en 1978[282], Philippe Mahut en 1982[283] et enfin Robert Pirès en 1998[284].
- Le 23 février 1977, la France accueille la RFA au Parc des Princes avec dans ses rangs trois joueurs messins qui font leurs grands débuts internationaux : André Rey est titulaire dans les buts, Patrick Battiston arrière droit et Bernard Zénier entre à la 64e minute de jeu à la place de Loïc Amisse[285].
- Albert Cartier a également été retenu en Équipe de France sans obtenir de sélections[286].
- Par ailleurs, plusieurs internationaux français ont également fait leur début professionnel au FC Metz : Marcel Adamczyk (1 sélection)[287], Victor Zvunka (1 sélection)[288], Francis Piasecki (3 sélections)[289], Jean-Philippe Rohr (1 sélection)[290], Luc Sonor (9 sélections)[291] et Louis Saha (20 sélections)[292] et enfin Bernard Zénier (5 sélections - 1 but)[293].

#### XI de légende

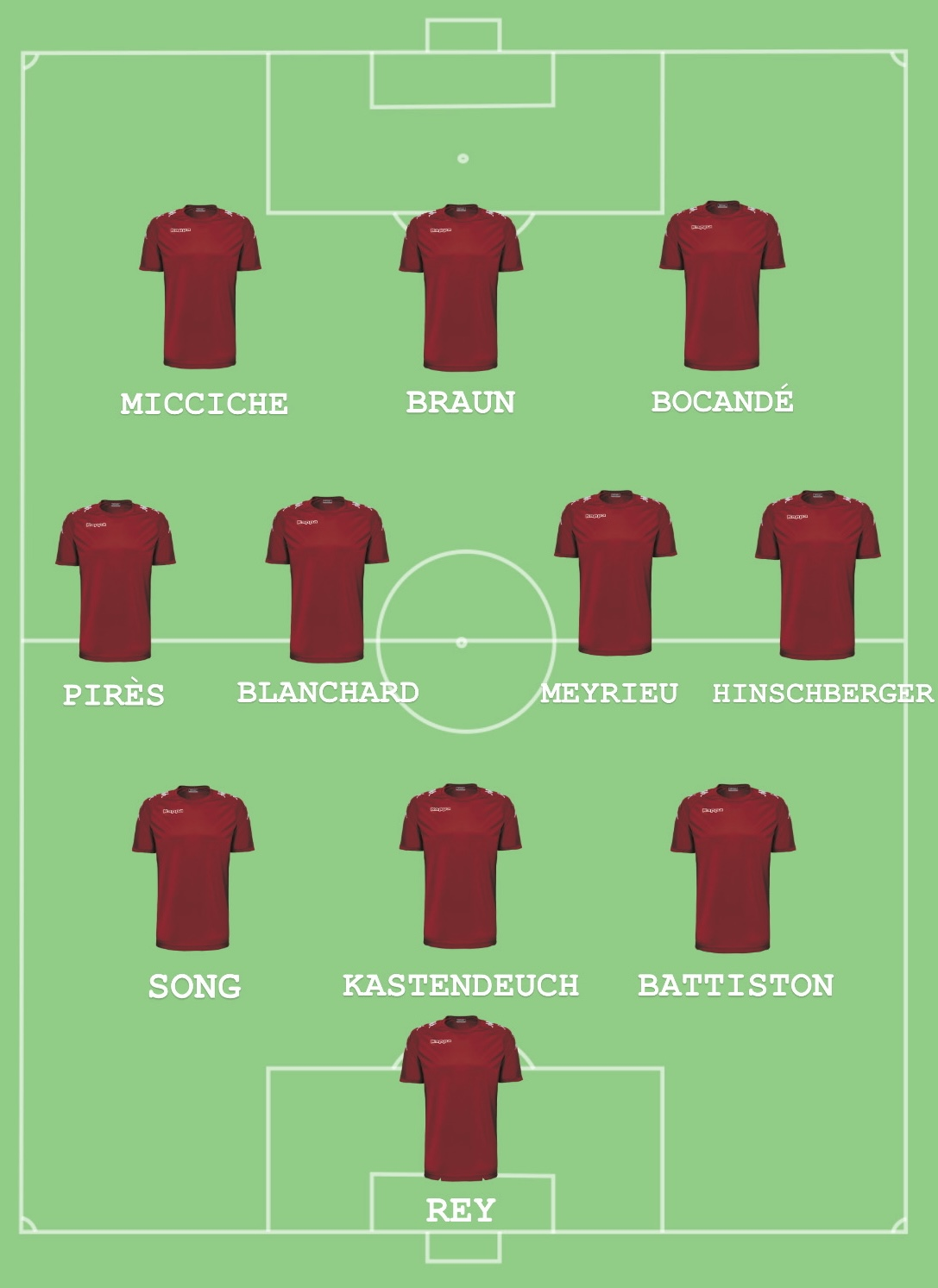
Le onze de légende du FC Metz selon les supporters du club lorrain

Le 24 avril 2024, le journal local du Républicain Lorrain a dévoilé le « onze de légende » du club selon les supporters de ce dernier.
On retrouve André Rey en tant que gardien de but, comptabilisant 225 matchs avec le FC Metz de 1974 à 1980 et international français.
En défense, la légende du club Sylvain Kastendeuch est présent, recordman du nombre de matchs disputés avec le club grenat (524 matchs au total) et vainqueur d'une Coupe de France ainsi que de deux Coupe de la Ligue avec Metz, international français lui aussi. Patrick Battiston le complète, international français avec 199 matchs sous la tunique grenat ainsi que Rigobert Song, 123 matchs, international camerounais et vainqueur de la Coupe de la Ligue avec le FC Metz.
Au milieu de terrain, Robert Pirès apparaît logiquement, véritable icône du club dans les années 90, il est l'auteur de 48 buts en 198 matchs avec le FC Metz et remporte lui aussi la Coupe de la Ligue et se retrouve être le seul joueur de l'histoire du club à avoir remporté une Coupe du monde (avec l'Équipe de France en 1998). Jocelyn Blanchard est présent, 138 matchs avec Metz et vainqueur de la Coupe de la Ligue avant de rejoindre la prestigieuse Juventus Turin. Frédéric Meyrieu complète ce milieu de terrain avec 182 matchs et 28 buts, « malheureux » vice-champion de Division 1 avec le club en 1998. Pour terminer, on retrouve Philippe Hinschberger, 5ème meilleur buteur de l'histoire du club avec 74 buts et 3ème joueur le plus capé de l'histoire de ce dernier avec 482 matchs, et vainqueur des deux Coupes de France de l'histoire du club.
En attaque, le meilleur buteur de l'histoire du club avec 107 réalisations, Nico Braun, international luxembourgeois est à la pointe de l'attaque, suivi du regretté Jules Bocandé, international sénégalais auteur de 36 buts en 70 matchs avec Metz et meilleur buteur du championnat de Division 1 en 1986, et enfin de Carmelo Micciche, international français formé au club, qui dispute 192 matchs sous les couleurs grenat pour 42 buts.

### Historique des présidents
Le premier président de la société du Cercle athlétique messin était (en février 1919) Justin Hirtz (ancien président du Metz Sportvereinigung et du Pfadfinder), mais une enquête diligentée par la mairie de Metz conclue à son absence de sentiments patriotiques. Il fut alors remplacé dès avril 1919 par Maurice Danglard (un engagé volontaire durant la guerre) qui signa les premiers statuts déposés par la société.
De tous les présidents de l'histoire du FC Metz, Charles « Carlo » Molinari est certainement le plus illustre. Sous sa présidence, Metz connaît ses plus belles heures avec deux Coupes de France et deux Coupes de la Ligue ainsi que des parcours mémorable en coupe d'Europe face au FC Barcelone en Coupe d'Europe des vainqueurs de coupes, au Sporting Portugal en Coupe UEFA ou encore face à Newcastle United en Coupe Intertoto. L'histoire retiendra aussi la fin tragique de la présidence de Carlo Molinari au sein du FC Metz avec trois descentes en Ligue 2 dans les années 2000 avant de donner le flambeau à Bernard Serin, actuel président du club encore aujourd'hui.
| Rang | Nom                       | Période   |
| ---- | ------------------------- | --------- |
| 1    | Maurice Danglard (C.A.M.) | 1919-1921 |
| 2    | Maurice Michaux (C.A.M.)  | 1921-1924 |
| 3    | Paul Sechehaye (C.A.M.)   | 1924-1930 |
| 4    | Maurice Michaux (C.A.M.)  | 1930-1932 |
| 5    | Jules Cocheteux           | 1932-1933 |

| Rang | Nom              | Période   |
| ---- | ---------------- | --------- |
| 6    | Léon Bierlein    | 1933-1934 |
| 7    | Raymond Herlory  | 1934-1940 |
| 8    | Raymond Herlory  | 1944-1965 |
| 9    | Paul Mayer       | 1965-1967 |
| 10   | Charles Molinari | 1967-1978 |

| Rang | Nom              | Période     |
| ---- | ---------------- | ----------- |
| 11   | Aimé Dumartin    | 1978-1983   |
| 12   | Charles Molinari | 1983-2009   |
| 13   | Bernard Serin    | depuis 2009 |

### Historique des entraîneurs
Au cours de son histoire, de nombreux entraîneurs ont marqué leur empreinte au sein du club lorrain. Le premier est le hongrois Peter Fabian, entraîneur durant trois saisons de 1933 à 1936 qui remporte le premier trophée professionnel du FC Metz en 1935, le championnat de deuxième division.
En 1984, Marcel Husson, ancien défenseur du club de 1960 à 1967 prend les commandes du club après le passage du polonais Henryk Kasperczak qui remporte la Coupe de France avec le club la même année. Avec Metz, Husson élimine d'office le FC Barcelone en Coupe d'Europe des vainqueurs de coupes, ce qui constitue encore aujourd'hui l'un des plus gros exploits du football français. Le FC Metz se stabilise dans le haut du classement de Division 1 avec Marcel Husson et remporte même sa deuxième et dernière Coupe de France en date face au FC Sochaux en 1988.
L'entraîneur le plus marquant pour le FC Metz reste Joël Muller, avec une longévité de onze ans au sein de l'institution grenat de décembre 1989 à décembre 2000. Alors responsable du centre de formation messin, Muller prend la tête de l'équipe première du club en 1989 et emmène le FC Metz vers certaines des plus belles saisons de l'histoire du club lorrain. Il remporte la Coupe de la Ligue 1996 face à l'Olympique lyonnais au Parc des Princes et termine vice-champion de Division 1 deux ans plus tard, battu par la différence de buts face au RC Lens. Metz réalise aussi une demi-finale de Coupe de France en 1995 ainsi que son meilleure parcours en coupe d'Europe lors de l'édition 1997 en Coupe UEFA éliminant le FC Tirol Innsbruck en trente-deuxièmes de finale mais surtout le Sporting Portugal en seizièmes de finale avant de s'incliner en huitièmes de finale face aux anglais du Newcastle United FC. Le FC Metz réalise aussi une finale de Coupe Intertoto en 1999 face au club anglais de Londres, le West Ham United FC.
| Rang | Nom               | Matchs | %. victoires | V - N - D | V - N - D | V - N - D | Période au club        | Période au club        | Titres | Titres |
| ---- | ----------------- | ------ | ------------ | --------- | --------- | --------- | ---------------------- | ---------------------- | ------ | ------ |
| 1    | Joël Muller       | 542    | 36,53 %      | 198       | 158       | 186       | déc. 1989 – déc. 2000  | juil. 2005 – juin 2006 | 1      |        |
| 2    | Marcel Husson     | 213    | 39,44 %      | 84        | 57        | 72        | juil. 1984 – juin 1989 | juil. 1984 – juin 1989 | 2      |        |
| 3    | Henryk Kasperczak | 194    | 33,50 %      | 65        | 59        | 70        | déc. 1979 – juin 1984  | déc. 1979 – juin 1984  | 1      |        |
| 4    | Georges Huart     | 165    | 44,85 %      | 74        | 36        | 55        | août 1974 – oct. 1974  | janv. 1975 – juin 1978 | 0      |        |
| 5    | Jean Fernandez    | 128    | 37,5 %       | 48        | 33        | 47        | juil. 2002 – juin 2005 | juil. 2002 – juin 2005 | 0      |        |

| Rang | Nom                                                | Période   |
| ---- | -------------------------------------------------- | --------- |
| 1    | Gyula Ketersz (C.A.M.)                             | 1920-1922 |
| 2    | Tibor Hesser (C.A.M.)                              | 1922-1924 |
| 3    | ? Schmitt (C.A.M.)                                 | 1924-1925 |
| 4    | Teff Feigel (C.A.M.)                               | 1925-1927 |
| 5    | Arthur Crump (C.A.M.)                              | 1927-1928 |
| 6    | Teff Feigel (C.A.M.)                               | 1928-1932 |
| 7    | Willy Steyskal                                     | 1932-1933 |
| 8    | Peter Fabian                                       | 1933-1936 |
| 9    | Ferdinand Friedthum                                | 1936-1937 |
| 10   | Ted Maghner                                        | 1937-1938 |
| 11   | Paul Thomas                                        | 1938-1939 |
| 12   | Peter Fabian                                       | 1940-1941 |
| 13   | Charles Fosset                                     | 1944-1945 |
| 14   | Beb Bakhuys, Ted Maghner et François Odry          | 1945-1946 |
| 15   | Nicolas Hibst et Ted Maghner                       | 1946-1947 |
| 16   | Charles Fosset                                     | 1947-1949 |
| 17   | Ignace Kowalczyk, Oscar Saggiero et Raymond Siener | 1949-1950 |
| 18   | Émile Veinante                                     | 1950-1951 |
| 19   | Élie Rous                                          | 1951-1952 |
| 20   | Émile Rummelhardt                                  | 1952-1955 |
| 21   | Jacques Favre                                      | 1955-1958 |
| 22   | Désiré Koranyi et Robert Lacoste                   | 1958-1959 |
| 23   | Gyula Nagy                                         | 1959-1963 |
| 24   | Jacques Favre                                      | 1963-1966 |
| 25   | Max Schirschin                                     | 1966-1968 |
| 26   | Pierre Flamion                                     | 1968-1970 |
| 27   | René Fuchs                                         | 1970-1971 |
| 28   | Jacques Favre                                      | 1971      |

| Rang | Nom                   | Période                   |
| ---- | --------------------- | ------------------------- |
| 29   | Georges Zvunka        | 1971-1972                 |
| 30   | René Vernier          | 1972-1974                 |
| 31   | Georges Huart         | 1974                      |
| 32   | René Vernier          | 1974-1975                 |
| 33   | Georges Huart         | 1975-1978                 |
| 34   | Marc Rastoll          | 1978-1979                 |
| 35   | Henryk Kasperczak     | 1979-1984                 |
| 36   | Marcel Husson         | 1984-1989                 |
| 37   | Henri Depireux        | 1989- déc. 1989           |
| 38   | Joël Muller           | déc. 1989-déc. 2000       |
| 39   | Albert Cartier        | déc. 2000-févr. 2002      |
| 40   | Francis De Taddeo     | 2002 (intérim)            |
| 41   | Gilbert Gress         | 2002                      |
| 42   | Jean Fernandez        | 2002-2005                 |
| 43   | Joël Muller           | 2005-2006                 |
| 44   | Francis De Taddeo     | 2006-déc. 2007            |
| 45   | Yvon Pouliquen        | janv. 2008-avr. 2010      |
| 46   | Joël Muller           | avr. 2010-mai 2010        |
| 47   | Dominique Bijotat     | 2010-2012                 |
| 48   | Albert Cartier        | 2012-2015                 |
| 49   | José Riga             | 2015-déc. 2015            |
| 50   | Philippe Hinschberger | déc. 2015-oct. 2017       |
| 51   | Frédéric Hantz        | oct. 2017-2018            |
| 52   | Frédéric Antonetti    | mai 2018-juillet 2019     |
| 53   | Vincent Hognon        | juillet 2019-octobre 2020 |
| 54   | Frédéric Antonetti    | octobre 2020-juin 2022    |
| 55   | László Bölöni         | juin 2022-juillet 2024    |
| 56   | Stéphane Le Mignan    | depuis juillet 2024       |

### Historique des directeurs sportifs
Le tableau ci-dessous dresse la liste des différents directeurs sportifs qui se sont succédé au FC Metz,,.
| Période                   | Nom                 |
| ------------------------- | ------------------- |
| novembre 2011 - juin 2015 | Dominique D'Onofrio |
| juin 2015 - juin 2016     | Carlos Freitas      |
| juin 2016 - juin 2022     | Philippe Gaillot    |
| juin 2022 - juin 2024     | Pierre Dréossi      |
| Depuis juin 2024          | Frédéric Arpinon    |

## Effectif professionnel actuel
Le premier tableau liste l'effectif professionnel du FC Metz pour la saison 2025-2026. Le second recense les prêts effectués par le club lors de cette même saison.
En grisé, les sélections de joueurs internationaux chez les jeunes mais n'ayant jamais été appelés aux échelons supérieurs une fois l'âge-limite dépassé ou les joueurs ayant pris leur retraite internationale.

#### Stades

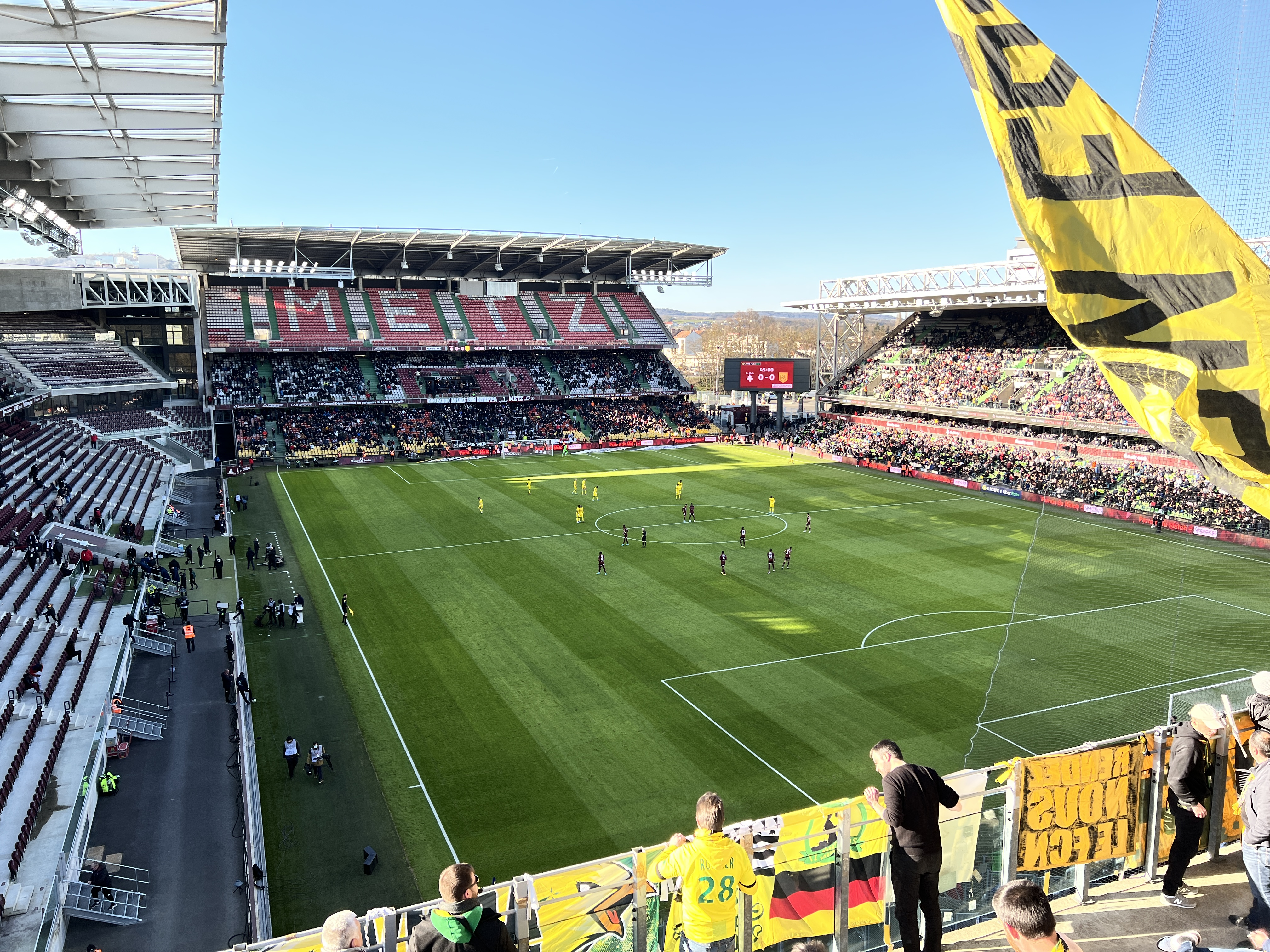
Vue depuis l'intérieur du Stade Saint-Symphorien.

## Structures du club

### Structures sportives

#### Stade Municipale de la rue de Verdun (1919-1923)
Jusqu'en 1923, le club évolue au stade municipale de la rue de Verdun, construit en 1913 et équipé de vestiaires, de douches et d'une tribune en bois pouvant rassembler jusqu'à 4 000 spectateurs. Utilisé par tous les clubs messins, son état se dégrade rapidement. Alors, sous l'impulsion du président Maurice Michaux, le club met sur pied en 1921 une association immobilière, financée par les 400 adhérents Camistes, ayant pour objectif la construction du parc omnisports du CA Messin sur l'Île Saint-Symphorien.

#### Stade Saint-Symphorien (depuis 1923)
Le stade Saint-Symphorien est inauguré en août 1923 avec retard (le toit de la tribune s'étant effondré au décoffrage). Par la suite l'association immobilière connaît des préoccupations d'ordre financier mais sa situation fut assainie grâce à l'intervention de monsieur Guy de Wendel.
Durant de la Seconde Guerre mondiale, de 1939 à 1945, le FC Metz ne joue pas ses matchs au Stade Saint-Symphorien, ce dernier étant inondé par les Allemands. Ces derniers ont aussi détruit la quasi-totalité des infrastructures du club lorrain. La reconstruction du FC Metz après la guerre est compliquée voir quasi impossible au vu des dégâts, mais avec l'aide de la FFF, ce dernier reste en Division 1 et possède plusieurs avantages comme le RC Strasbourg, lui aussi durement toucher. Le FC Metz joue une nouvelle fois ces matchs au Stade Saint-Symphorien dès la saison 1945-1946 après d'importants travaux de rénovation du stade et de restructuration du club.
En 2007, le président du club, Bernard Serin, annonce à la presse locale le Projet Grenat 2010. Le projet consiste à une rénovation en profondeur du Stade Saint-Symphorien pour accueillir des matchs de football lors de l'Euro 2016 se déroulant en France. Concernant les rénovations, le stade aurait du bénéficier de 35 000 places, grâce à la reconstruction de la tribune Sud (5 000 places, tribune de presse, loges), la mise à niveau de la tribune Républicain Lorrain (1 200 places) et la construction de quatre angles (deux qui accueillent des spectateurs et les deux autres qui accueillent des bureaux, appartements ou autres). Un toit unique aurait dû être posé sur l'ensemble du stade. Un bâtiment annexe aurait dû être construit derrière la tribune Sud : il aurait dû accueillir un hôtel trois étoiles de 150 chambres, un parking, un centre de conférence, des bureaux et un centre d'affaires panoramique. Enfin, le stade aurait dû, à plus long terme, disposer d'un toit rétractable. Le cabinet d'architectes Fiebiger GmbH, Kaiserslautern était chargé du projet. Le projet capote le 29 février 2012 où le maire de la ville de Metz, Dominique Gros, indique en conférence de presse que la ville se retire pour la candidature à l'Euro 2016. Cela marque la fin du projet, malgré des pétitions lancées par des groupes de supporters et soutenues par le club.

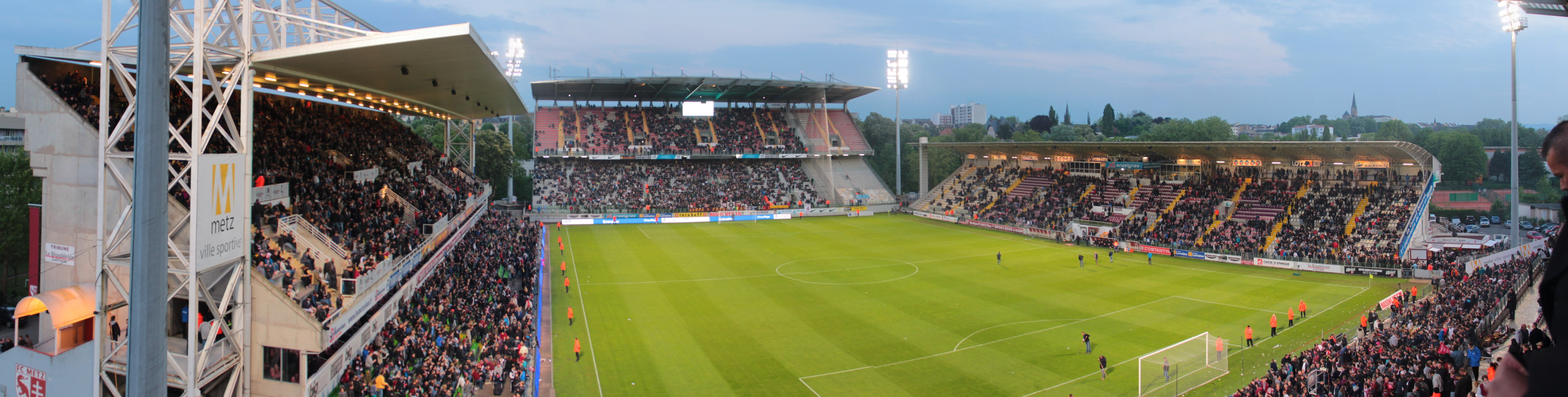
Le Stade Saint-Symphorien avant sa grande rénovation

Un nouveau projet de rénovation est en étude dès 2015. La tribune Sud serait rénovée, mais l'idée d'un toit unique est abandonnée, ainsi que celle de tribunes d'angle fermées. Deux angles sur quatre (Sud-Est et Sud-Ouest, prolongeant la nouvelle tribune) seront finalement planifiés et un troisième (Ouest-Nord) consistant en un immeuble de sept étages à l'étude dès 2022. En avril 2018 est voté le lancement des travaux de la tribune Sud, et en juillet 2018, la SAS Immobilière Saint-Symphorien (filiale immobilière du FC Metz) et la ville de Metz signent un bail emphytéotique administratif de 50 ans donnant à l'emphytéote la quasi propriété du stade afin de l'exploiter et d'y réaliser les travaux. C'est finalement en 2019 que les travaux de démolition et de reconstruction de la tribune Sud débutent.

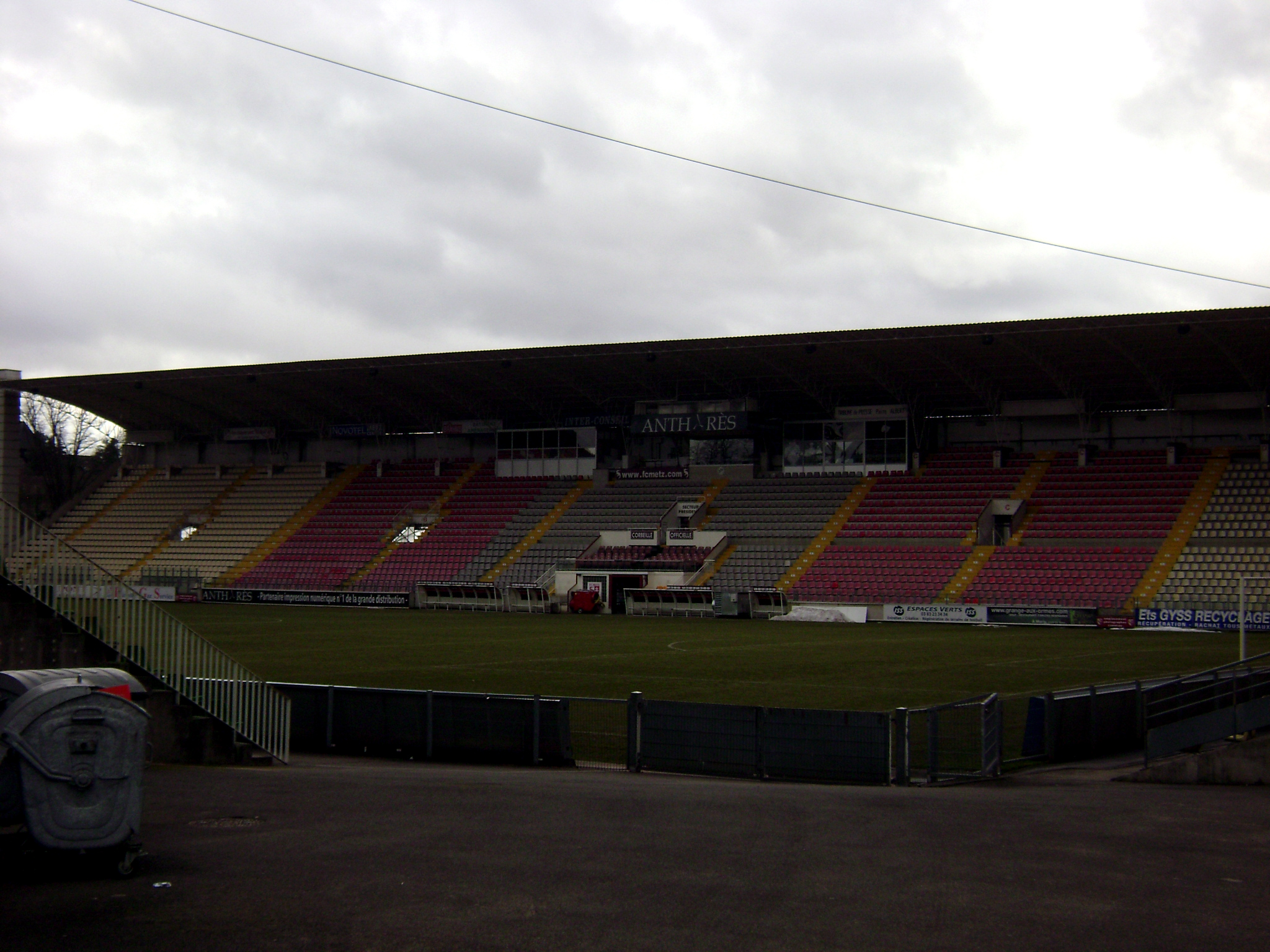
L'ancienne tribune « Sud » du stade

La nouvelle tribune est inaugurée en janvier 2021 portant la capacité du stade à 27 000 places et mettant le stade aux normes internationales UEFA et FIFA. Le premier angle du stade est inauguré un an plus tard portant la capacité du stade à 28 786 places.

#### Centre de formation
Le FC Metz dispose d'une structure destinée à la formation de jeunes joueurs depuis 1975. Le premier centre de formation se situe au Chalet les Vaux, à la sortie de Vaux, en Moselle. Le centre de formation s'installe le 1er septembre 1995 sur le site actuel de l’îlot Saint-Symphorien, grâce au concours de la Ville de Metz et du conseil général de Moselle. À la suite de cela, le FC Metz souhaite mettre la formation au centre du projet du club et l’installer durablement parmi les meilleurs clubs français dans ce domaine. Un an plus tard, le club inaugure une plaine de jeu gazonnée de deux hectares, sur le site de l’actuel ‘’Centre Technique de la Plaine Saint Symphorien’’, exclusivement réservé à la formation ainsi que la création d’une Antenne de Formation par l’Apprentissage, permettant de structurer le parcours des jeunes apprentis-footballeurs. En parallèle, la même année, le club décide d'ouvrir une section sportive scolaire au Collège Arsenal, devenu structure d’appui du Pôle Préformation du club.
En juillet 2015, le FC Metz démarre un vaste projet de rénovation du centre d’hébergement : salle de restaurant, cuisine, chambres ainsi que le démarrage d’un programme d’aménagement du ‘’Centre Technique de la Plaine Saint Symphorien’’ avec une rénovation du terrain synthétique n°2 et de l’aire de jeu réduit ainsi que l'extension du bâtiment vestiaires.
En 2018, Bernard Serin, président du club, signe un accord avec le mairie de Metz pour la construction d'un tout nouveau centre d'entraînement et d'infrastructures à la base aérienne de Frescaty pour un total de 28 M€ sur huit ans. Les jeunes du centre de formation pourront alors s'entraîner sur des installations flambant neuves.
Au cours de son histoire, le FC Metz aura formé de nombreux grands joueurs du football international tel que Sylvain Kastendeuch, Philippe Hinschberger, Louis Saha, Miralem Pjanić, Emmanuel Adebayor, Franck Béria, Ludovic Obraniak, Papiss Cissé, Sébastien Bassong, Diafra Sakho, Kalidou Koulibaly, Bouna Sarr, Sadio Mané, Ismaïla Sarr, Pape Matar Sarr ou encore récemment Georges Mikautadze et Lamine Camara. À noter que le FC Metz a aussi terminé la formation du futur champion du monde 1998 avec l'Équipe de France, Robert Pirès.
Le centre de formation est réputé, classé 5e de France (2013-2014) alors que le club est en Ligue 2, puis 10e de France (2012-2013) alors que le club évolue en National. En 2015, le centre de formation lorrain se classe 4e de France.

## Aspects juridiques et économiques

### Aspects juridiques

#### Statut juridique et légal
Le FC Metz se compose d'une association détentrice du numéro d'affiliation à la FFF et d'une société. La société FC Metz, au capital social de 7,4 millions d'euros, est dotée du statut de société anonyme. Son chiffre d'affaires s'élève à 50,7 millions d'euros sur l'année 2023. Elle emploie entre 50 et 99 salariés.

### Aspects économiques

#### Éléments comptables
Chaque saison, le FC Metz publie son budget prévisionnel après validation auprès de la DNCG, l'instance qui assure le contrôle administratif, juridique et financier des associations et sociétés sportives de football afin d'en garantir la pérennité. Le budget prévisionnel d'un club s'établit en amont de l'exercice à venir et correspond à une estimation de l'ensemble des recettes et des dépenses prévues par l'entité. Le tableau ci-dessous résume les différents budgets prévisionnels du club messin saison après saison.
| Saison | 2008-2009 | 2009-2010 | 2010-2011 | 2011-2012 | 2012-2013 | 2013-2014 | 2014-2015 | 2015-2016 | 2016-2017 |
| Budget | 13 M€     | 11 M€     | 11 M€     | 11 M€     | 8,5 M€    | 14 M€     | 28 M€     | 12 M€     | 30 M€     |
| Saison | 2017-2018 | 2018-2019 | 2019-2020 | 2020-2021 | 2021-2022 | 2022-2023 | 2023-2024 | 2024-2025 | 2025-2026 |
| Budget | 33 M€     | 30 M€     | 40 M€     | 50 M€     | 50 M€     | 25 M€     | 45 M€     | 15 M€     | 40 M€     |

#### Transferts les plus coûteux
Le transfert entrant le plus onéreux de l'histoire du club est celui de l'international géorgien Georges Mikautadze en provenance de l'Ajax Amsterdam pour un montant estimé à 13 M€ lors du mercato d'été 2024.
Concernant les transferts sortants, la plus grosse vente est une nouvelle fois celle de l'international géorgien Georges Mikautadze à l'Olympique lyonnais pour 18,5 M€ en juillet 2024.
Les deux tableaux ci-dessous synthétisent les plus grosses ventes et achats de joueurs dans l'histoire du club lorrain.
| Rang | Joueur             | Montant | Provenance           | Date       |
| ---- | ------------------ | ------- | -------------------- | ---------- |
| 1    | Georges Mikautadze | 13 M€   | Ajax Amsterdam       | 01.07.2024 |
| 2    | Jacques Songo'o    | 6,5 M€  | Deportivo La Corogne | 01.07.2001 |
| 3    | Victorien Angban   | 6 M€    | Chelsea FC           | 01.07.2021 |
| 4    | Kévin N'Doram      | 4,5 M€  | AS Monaco            | 01.07.2020 |
| 5    | Dylan Bronn        | 4 M€    | KAA La Gantoise      | 03.01.2021 |
| 6    | Christophe Bastien | 3,8 M€  | AS Nancy-Lorraine    | 01.07.1999 |
| 7    | Boubakar Kouyaté   | 3,5 M€  | ESTAC Troyes         | 25.08.2020 |
| 8    | Mathieu Dossevi    | 3 M€    | Standard de Liège    | 01.07.2018 |
| 9    | Gauthier Hein      | 3 M€    | AJ Auxerre           | 15.08.2024 |
| 10   | Jamiro Monteiro    | 3 M€    | Heracles Almelo      | 28.07.2018 |

| Rang | Joueur             | Montant | Provenance         | Date       |
| ---- | ------------------ | ------- | ------------------ | ---------- |
| 1    | Georges Mikautadze | 18,5 M€ | Olympique lyonnais | 18.07.2024 |
| 2    | Ismaïla Sarr       | 17 M€   | Stade rennais      | 26.07.2017 |
| 3    | Pape Matar Sarr    | 16,9 M€ | Tottenham Hotspur  | 27.08.2021 |
| 4    | Georges Mikautadze | 16 M€   | Ajax Amsterdam     | 30.08.2023 |
| 5    | Lamine Camara      | 15 M€   | AS Monaco          | 30.07.2024 |
| 6    | Boubacar Traoré    | 11 M€   | Wolverhampton FC   | 01.07.2023 |
| 7    | Habib Diallo       | 10 M€   | RC Strasbourg      | 05.10.2020 |
| 8    | Miralem Pjanić     | 7,5 M€  | Olympique lyonnais | 01.07.2008 |
| 9    | Jocelyn Blanchard  | 6,5 M€  | Juventus FC        | 01.07.1998 |
| 10   | Moussa Niakhaté    | 6 M€    | FSV Mayence        | 07.07.2018 |

## Relations avec d'autres clubs

### Clubs partenaires
- Académie Génération Foot : depuis 2000, le FC Metz est partenaire officiel de l'AS Génération Foot de Mady Touré (club et académie de football au Sénégal). De nombreux joueurs en sont sortis sous le maillot du club grenat (Sadio Mané[393], Diafra Sakho[394], Ismaïla Sarr[395], Habib Diallo[396], Pape Matar Sarr[397], Lamine Camara[398], etc). Ce club a disputé en 2016-2017 la première saison de son histoire en Ligue 1 à l'issue de laquelle il a été sacré Champion du Sénégal[399]. Le FC Metz est décrit par le journal Le Monde comme un « tremplin pour les footballeurs sénégalais »[400].
- RFC Seraing : club belge « satellite » du FC Metz depuis 2013 dont le club grenat est l'actionnaire majoritaire après le rachat du matricule 167. De nombreux joueurs sont prêtés dans le club belge comme par exemple Matthieu Udol[401], Thomas Didillon[402], Youssef Maziz[403] ou encore Georges Mikautadze[404].

#### CLUB FC Metz Moselle
Depuis 2011, le FC Metz, en partenariat avec le Conseil Départemental de la Moselle, ont décidé de lancer un partenariat avec huit clubs mosellans (l'US Forbach, le FC Sarrebourg, l'APM Metz, le CSO Amnéville, l'EN Saint-Avold, l'US Thionville Lusitanos, le RS Magny et enfin le Sarreguemines FC). Ce partenariat à pour but de développer le football amateur en Moselle avec l’expertise du FC Metz et de l’apport des jeunes joueurs formés au Centre de Formation qui, s’ils ne poursuivent pas leur parcours professionnel, pourront intégrer les équipes seniors mosellanes. Le club messin accompagne aussi les futurs espoirs féminins et masculins du département. Le 31 octobre 2024, le FC Metz et les huit clubs mosellans partenaires ont officiellement reconduit pour deux ans la convention « CLUB FC Metz Moselle ». Ce projet est inédit en France.

### Rivalités

#### 1919 à 1934
Durant les premières années d'existence du club, il existe une forte rivalité avec l'AS Messine, club à la sociologie plus ouvrière que le CA Messin (ancien nom du FC Metz), qui lui, est considéré comme le club omnisports de la bourgeoisie messine. De 1925 à 1932, les deux clubs luttent quasiment systématiquement chaque saison pour la suprématie de la ville de Metz ainsi que de la Lorraine. Entre ces deux dates, le CA Messin remporte quatre championnats de Lorraine, tandis que l'AS Messine en remporte deux. Des affrontements violents entre supporters ont régulièrement lieu entre chaque match qui opposent les deux clubs. À l'aube du premier championnat professionnel en France, le CA Messin propose sa candidature pour intégrer le championnat. De nombreuses personnes influentes à Metz souhaitent la fusion du CA Messin ainsi que de l'AS Messine pour permettre à la ville de briller au sein de la nouvelle division, mais l'AS Messine refuse catégoriquement une fusion avec le club ennemi. Le dernier match opposant les deux clubs, en avril 1932, tourne en bagarre, au point de devoir faire intervenir les gendarmes. En juillet 1934, la mairie de Metz rachète le stade Saint-Symphorien au CA Messin et éponge la dette de l'AS Messine, mais impose en contrepartie la fusion des deux clubs omnisports et le rattachement du FC Metz, également en déficit, à la nouvelle entité, en échange de la location du stade à celle-ci.

#### 1934 à 1968
Après la fusion de l'ensemble des clubs de Metz, le FC Metz ne possède plus aucun derby « local » en Lorraine jusqu'en 1946-1947 en Division 1 face au FC Nancy. La rivalité entre les deux clubs dépasse le football, les mentalités entre les deux villes et les deux régions (Meurthe-et-Moselle et Moselle) étant bien distantes. Au total, le FC Metz dispute 22 derbys face au rival nancéien jusqu'à la disparition de ce dernier en 1968 pour faire place à l'AS Nancy-Lorraine, futur rival historique du club mosellan.
Le FC Metz dispute des derbys face à l'autre grand club de l'Est de la France à cette époque, le RC Strasbourg. La rivalité entre les deux clubs et ces supporters reste modérée, malgré l'affrontement historique entre la région Lorraine et la région d'Alsace. Le premier derby en championnat professionnel a lieu en Division 2 lors de la première édition du championnat en 1933-1934.
Lors de la fin des années 50 jusqu'au milieu des années 60, le FC Metz et l'US Forbach se rencontrent régulièrement (14 fois) en Division 2. Sans qu'une grande rivalité n'ait pu s'établir, il reste encore à ce jour le seul derby mosellan en championnat professionnel dans l'histoire de la région Lorraine. Lorsque le FC Metz se déplace à sur les terrains de Forbach, la moyenne d'affluence de l'US Forbach grimpe énormément. Avec les proximités culturelles entre les deux villes, les deux clubs ne se sont jamais détestés, au contraire. Depuis 2011, l'US Forbach est d'ailleurs partenaire avec sept autres clubs mosellans avec le FC Metz, seul club mosellan professionnel depuis les années 80.

#### 1968 à aujourd'hui
À partir de 1968, la rivalité historique entre le FC Metz et l'AS Nancy-Lorraine se crée. Déjà bien en place avec les derbys face au FC Nancy, cette rivalité est vue, encore aujourd'hui, comme l'un des derbys les plus chauds de France en raison de la proximité entre les deux villes et des mentalités totalement différentes des habitants des deux régions. De nombreux affrontements ont déjà eu lieu lors de la quasi-totalité des rencontres entre le FC Metz et l'AS Nancy-Lorraine, en dehors, mais aussi à l'intérieur des stades.

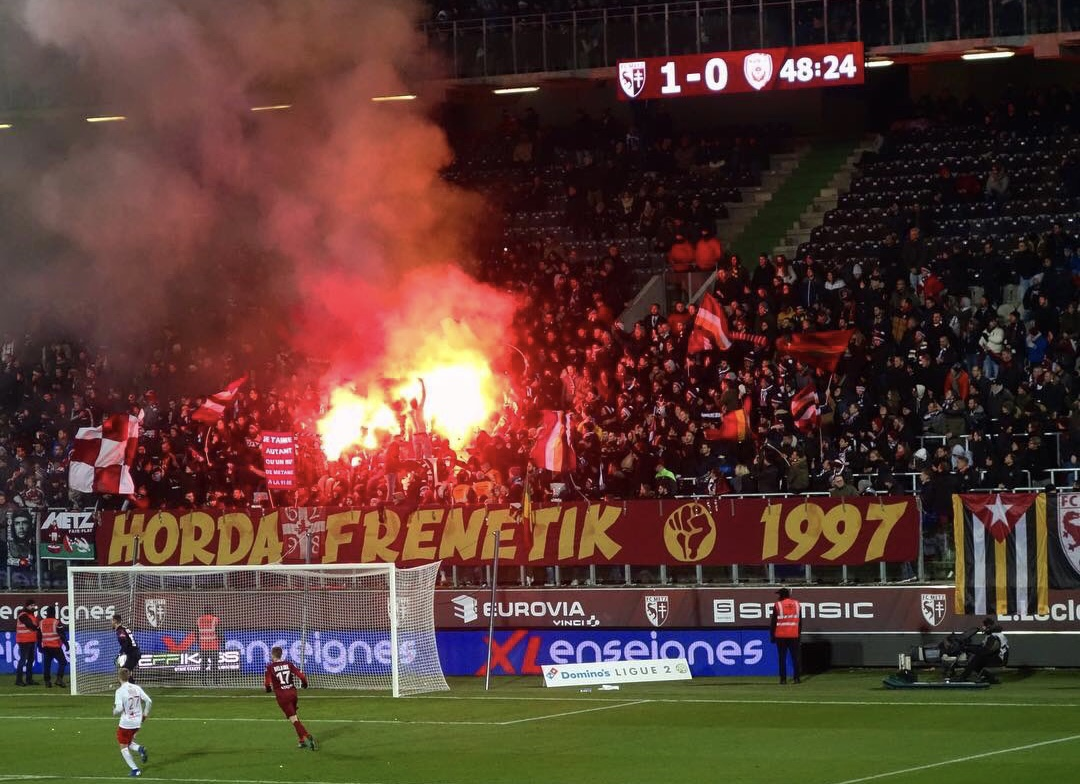
La Horda Frénétik 97 lors du derby derby face à l'AS Nancy-Lorraine en 2018-2019

En 1995, le « derby de l'Est » avec le RC Strasbourg se transforme en une véritable haine réciproque à la suite de la mort accidentelle d'un supporter du RC Strasbourg se rendant à la finale de Coupe de France face au Paris Saint-Germain FC ; à la suite de cet incident, des supporters Messins affichent une banderole se moquant du décès du supporter strasbourgeois. Depuis, les nombreux « derbys » entre les deux clubs sont particulièrement jugés à risque et présentent régulièrement des affrontements violents entre supporters.

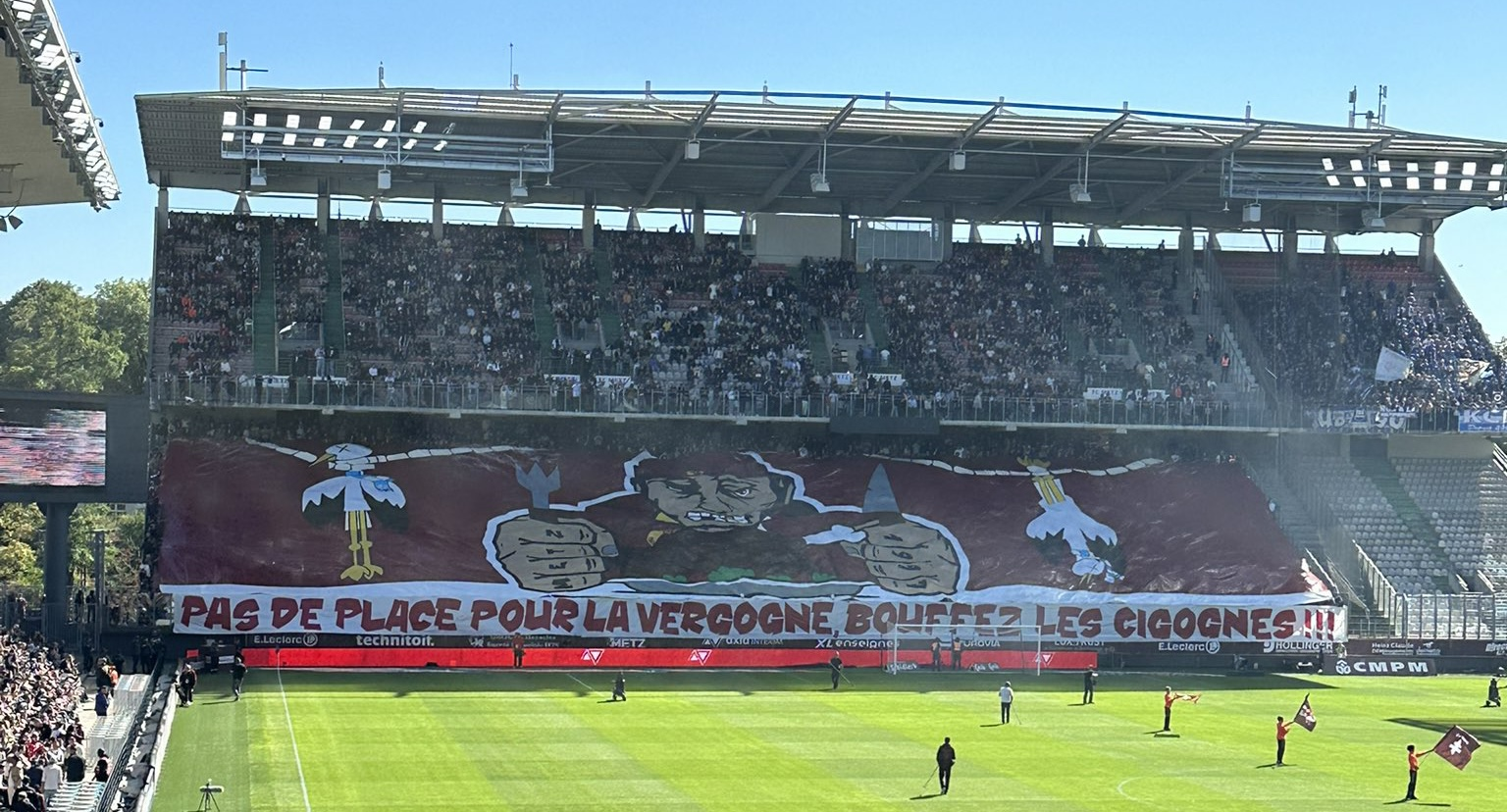
Tifo des supporters du FC Metz lors du « derby de l'Est » face au RC Strasbourg-Alsace

Certains médias parlent aussi de « derby de l'Est » entre le FC Metz face au Stade de Reims, au FC Sochaux-Montbéliard ou encore face au CS Sedan-Ardennes sans qu'aucune rivalité entre les deux camps ne soit recensée.

## Autres équipes

### Section féminine
À la suite de son accession en Division 1 lors de la saison 2013-2014, cela entraine une fusion le 28 mai 2014 de la section féminine de l'AS Algrange avec le club professionnel masculin du FC Metz. Entraînements et « grosses » affiches auront lieu dans les structures du club messin en particulier le Stade Saint-Symphorien et les rencontres restantes seront disputées dans le stade historique du club (Stade Municipal du Batzenthal). Angélique Roujas, ancienne internationale française et responsable pendant dix ans au Pôle national de Clairefontaine rejoint le club grenat en tant que Manager Générale. Pour cette première saison en Division 1, le club messin effectue un important recrutement à l'intersaison pour renforcer l'effectif composé à 90 % de joueuses de la région, avec notamment les arrivées de quatre internationales étrangères (Simone Jatoba, Daniela Gurz (en), Getter Laar (en) et Rigoberte M'Bah) et de deux internationales françaises juniors, Héloïse Mansuy et Marie-Charlotte Léger.
Notons que le FC Metz a déjà possédé dans son histoire du milieu des années 1970 à la fin des années 1980 une section de football féminin dont les principaux faits d'armes furent d'atteindre deux fois la demi-finale du Championnat de Division 1, en 1980 et en 1982.

### Section masculin U19
| Compétitions Nationales                                                             |
| Coupe Gambardella (3) - Vainqueur en 1981, 2001 et 2010 - Finaliste en 1962 et 1980 |

### Section masculin U17
| Compétitions Nationales                                                                                                 |
| Championnat National U17 (1) - Vainqueur en 2001 - Championnat National des moins de 17 ans - Finaliste en 1994 et 1996 |

### Section masculin U16
| Compétitions Nationales                          |
| Championnat National U16 (1) - Vainqueur en 2005 |

### FC Metz International Football Academy

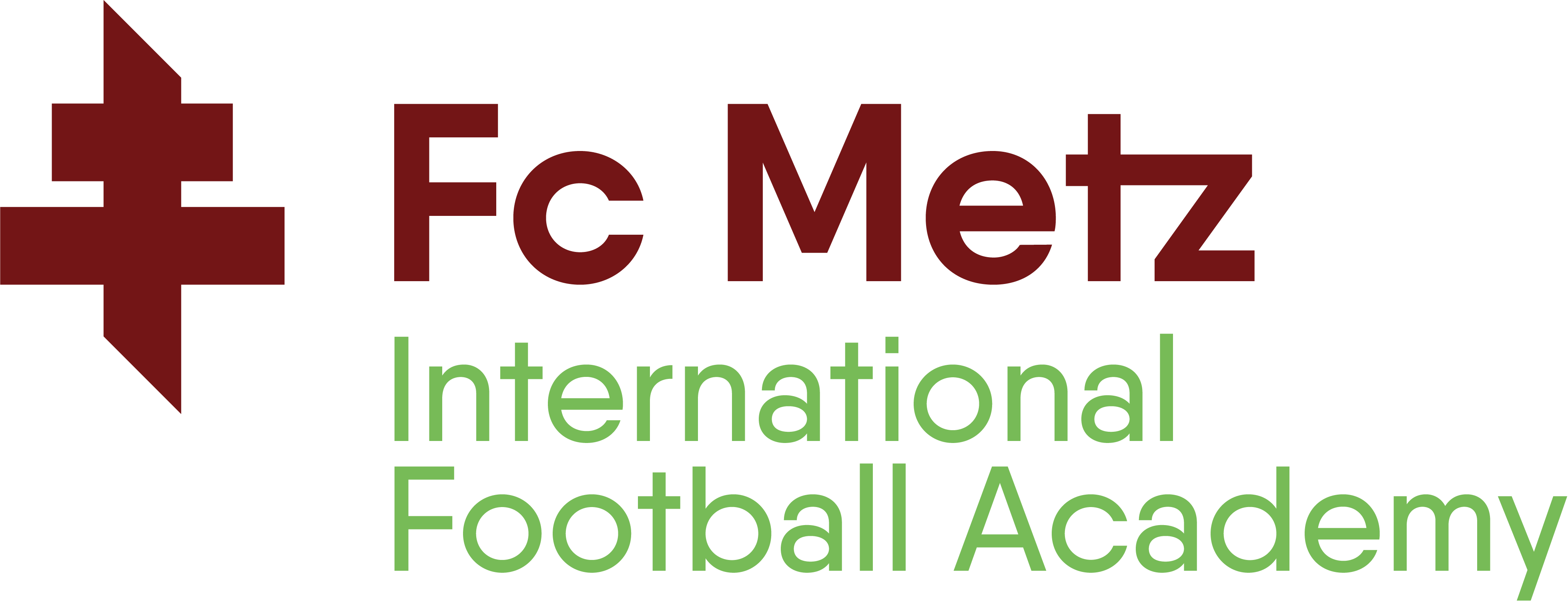
Logo du « FC Metz International Football Academy »

Fondé en 2019, le FC Metz International Football Academy repose sur la dynamique d’un groupe de joueurs, âgés de 16 à 20 ans, venus du monde entier. L’objectif est de leur permettre de s’approcher le plus possible du haut-niveau, en les rassemblant autour d’un projet sportif et scolaire ambitieux.

## Culture populaire

### Affluence
Au cours de son histoire, le FC Metz a toujours eu un public au rendez-vous au Stade Saint-Symphorien. Le plus gros record d'affluence moyenne sur une saison est lors de la saison 2023-2024 en Ligue 1 avec 23 877 spectateurs. En Ligue 2, la meilleure affluence moyenne est lors de la saison 2024-2025 avec 19 369 spectateurs.
Lors de la saison 2012-2013 de National, le FC Metz obtient la meilleure affluence moyenne de l'histoire du championnat avec 8 665 spectateurs, détenu alors par le Stade de Reims avec 7 816 spectateurs. Lors de la même saison, Metz obtient la meilleure affluence sur un match de National face à l'AS Cherbourg lors de la 37e journée avec 18 545 spectateurs, il faut attendre la saison suivante avec le match entre le RC Strasbourg-Alsace et le SR Colmar au Stade de la Meinau avec 20 403 spectateurs pour voir ce record battu.
La plus grosse affluence enregistrée au Stade Saint-Symphorien est lors du match face à l'Olympique de Marseille en 1991-1992 en Division 1 avec 28 766 spectateurs. Ce record a failli tomber lors de la saison 2023-2024 en Ligue 1 face au Paris Saint-Germain FC avec 28 455 spectateurs.

#### Affluence record par années
Ce tableau répertorie la meilleure affluence par saisons du club lorrain au Stade Saint-Symphorien depuis la saison 1948-1949 de Division 1.
| Saisons | Spectateurs | Adversaire               | Score | Compétition           | Date              |
| ------- | ----------- | ------------------------ | ----- | --------------------- | ----------------- |
| 1949    | 18 313      | FC Nancy                 | 2 - 0 | Division 1            | 15 mai 1949       |
| 1950    | 9 400       | FC Sochaux-Montbéliard   | 0 - 2 | Division 1            | 2 octobre 1949    |
| 1951    | 12 291      | Olympique lyonnais       | 4 - 0 | Division 2            | 18 février 1951   |
| 1952    | 21 127      | OGC Nice                 | 0 - 2 | Division 1            | 27 avril 1952     |
| 1953    | 17 379      | Stade de Reims           | 0 - 0 | Division 1            | 19 avril 1953     |
| 1954    | 12 674      | OGC Nice                 | 0 - 0 | Division 1            | 29 novembre 1953  |
| 1955    | 13 534      | Stade de Reims           | 1 - 0 | Division 1            | 13 mars 1955      |
| 1956    | 12 101      | RC Paris                 | 1 - 3 | Division 1            | 16 octobre 1955   |
| 1957    | 17 674      | AS Saint-Étienne         | 1 - 2 | Division 1            | 1er mai 1957      |
| 1958    | 13 048      | Stade de Reims           | 3 - 1 | Division 1            | 30 mars 1958      |
| 1959    | 6 354       | US Forbach               | 0 - 2 | Division 2            | 15 février 1959   |
| 1960    | 11 062      | FC Nancy                 | 3 - 2 | Division 2            | 10 avril 1960     |
| 1961    | 10 330      | SO Montpelliérain        | 1 - 0 | Division 2            | 23 avril 1961     |
| 1962    | 15 159      | Stade de Reims           | 2 - 1 | Division 1            | 4 mars 1962       |
| 1963    | 7 113       | AS Cannes                | 2 - 0 | Division 2            | 6 octobre 1962    |
| 1964    | 9 254       | Olympique de Marseille   | 0 - 0 | Division 2            | 17 mai 1964       |
| 1965    | 8 035       | Stade de Reims           | 1 - 0 | Division 2            | 12 décembre 1964  |
| 1966    | 9 019       | Olympique de Marseille   | 1 - 0 | Division 2            | 31 octobre 1965   |
| 1967    | 10 261      | AS Béziers               | 2 - 0 | Division 2            | 15 avril 1967     |
| 1968    | 16 501      | Red Star FC              | 1 - 1 | Division 1            | 19 août 1967      |
| 1969    | 18 010      | AS Saint-Étienne         | 0 - 1 | Division 1            | 18 mai 1969       |
| 1970    | 17 000      | OGC Nice                 | 1 - 0 | Coupe de France       | 4 avril 1970      |
| 1971    | 19 387      | AS Saint-Étienne         | 2 - 2 | Division 1            | 9 septembre 1970  |
| 1972    | 20 067      | AS Nancy-Lorraine        | 0 - 1 | Division 1            | 28 août 1971      |
| 1973    | 16 137      | RC Strasbourg            | 1 - 1 | Division 1            | 26 août 1972      |
| 1974    | 12 418      | RC Strasbourg            | 2 - 0 | Division 1            | 24 août 1973      |
| 1975    | 20 172      | AS Saint-Étienne         | 3 - 0 | Division 1            | 26 octobre 1974   |
| 1976    | 23 147      | Olympique de Marseille   | 1 - 0 | Division 1            | 17 janvier 1976   |
| 1977    | 21 469      | AS Saint-Étienne         | 0 - 0 | Division 1            | 8 janvier 1977    |
| 1978    | 20 839      | AS Nancy-Lorraine        | 3 - 0 | Division 1            | 23 septembre 1977 |
| 1979    | 21 963      | Olympique lyonnais       | 1 - 2 | Division 1            | 8 août 1978       |
| 1980    | 16 818      | AS Nancy-Lorraine        | 2 - 1 | Division 1            | 10 août 1979      |
| 1981    | 21 759      | AS Saint-Étienne         | 0 - 0 | Division 1            | 28 mars 1981      |
| 1982    | 16 637      | AS Monaco FC             | 0 - 0 | Division 1            | 4 mai 1982        |
| 1983    | 15 082      | AS Nancy-Lorraine        | 2 - 3 | Division 1            | 2 octobre 1982    |
| 1984    | 22 039      | FC Nantes                | 1 - 0 | Coupe de France       | 5 mai 1984        |
| 1985    | 24 000      | FC Barcelone             | 2 - 4 | UEFA Cup Winners' Cup | 19 septembre 1984 |
| 1986    | 22 605      | Paris Saint-Germain FC   | 3 - 1 | Division 1            | 18 avril 1986     |
| 1987    | 19 356      | Olympique de Marseille   | 1 - 1 | Division 1            | 3 septembre 1986  |
| 1988    | 21 939      | Stade de Reims           | 4 - 0 | Coupe de France       | 1er juin 1988     |
| 1989    | 20 000      | RSC Anderlecht           | 1 - 3 | UEFA Cup Winners' Cup | 7 septembre 1988  |
| 1990    | 17 235      | FC Girondins de Bordeaux | 0 - 0 | Division 1            | 22 juillet 1989   |
| 1991    | 23 700      | AS Nancy-Lorraine        | 4 - 0 | Division 1            | 6 octobre 1990    |
| 1992    | 28 766      | Olympique de Marseille   | 0 - 0 | Division 1            | 7 décembre 1991   |
| 1993    | 15 067      | AS Saint-Étienne         | 2 - 2 | Division 1            | 15 août 1992      |
| 1994    | 17 607      | Olympique de Marseille   | 0 - 0 | Division 1            | 25 février 1994   |
| 1995    | 17 000      | FC Nantes                | 0 - 2 | Division 1            | 29 avril 1995     |
| 1996    | 25 339      | AS Monaco FC             | 0 - 3 | Division 1            | 14 avril 1996     |
| 1997    | 23 486      | AS Nancy-Lorraine        | 1 - 0 | Division 1            | 6 septembre 1996  |
| 1998    | 25 142      | Paris Saint-Germain FC   | 2 - 1 | Division 1            | 22 août 1997      |
| 1999    | 23 470      | Le Havre AC              | 1 - 0 | Division 1            | 29 mai 1999       |
| 2000    | 25 648      | Olympique de Marseille   | 2 - 0 | Division 1            | 6 février 2000    |
| 2001    | 26 320      | Olympique de Marseille   | 1 - 0 | Division 1            | 28 avril 2001     |
| 2002    | 25 697      | FC Lorient               | 1 - 1 | Ligue 1               | 4 mai 2002        |
| 2003    | 25 913      | FC Gueugnon              | 4 - 0 | Ligue 2               | 23 mai 2003       |
| 2004    | 25 808      | Olympique de Marseille   | 1 - 1 | Ligue 1               | 27 janvier 2004   |
| 2005    | 25 908      | Olympique de Marseille   | 0 - 1 | Ligue 1               | 22 janvier 2005   |
| 2006    | 22 689      | Olympique de Marseille   | 1 - 0 | Ligue 1               | 19 février 2006   |
| 2007    | 22 680      | FC Gueugnon              | 1 - 2 | Ligue 2               | 25 mai 2007       |
| 2008    | 25 694      | Olympique de Marseille   | 1 - 2 | Ligue 1               | 12 avril 2008     |
| 2009    | 17 127      | RC Lens                  | 1 - 2 | Ligue 2               | 23 février 2009   |
| 2010    | 26 353      | Vannes OC                | 0 - 1 | Ligue 2               | 14 mai 2010       |
| 2011    | 24 442      | Nîmes Olympique          | 3 - 0 | Ligue 2               | 20 mai 2011       |
| 2012    | 13 733      | AS Monaco FC             | 0 - 2 | Ligue 2               | 13 avril 2012     |
| 2013    | 18 545      | AS Cherbourg             | 1 - 3 | National              | 17 mai 2013       |
| 2014    | 23 506      | AS Nancy-Lorraine        | 3 - 0 | Ligue 2               | 24 septembre 2013 |
| 2015    | 25 012      | Paris Saint-Germain FC   | 2 - 3 | Ligue 1               | 21 novembre 2014  |
| 2016    | 25 003      | Tours FC                 | 2 - 1 | Ligue 2               | 6 mai 2016        |
| 2017    | 21 011      | Olympique de Marseille   | 1 - 0 | Ligue 1               | 3 février 2017    |
| 2018    | 24 985      | Paris Saint-Germain      | 1 - 5 | Ligue 1               | 8 septembre 2017  |
| 2019    | 20 200      | Stade Brestois 29        | 1 - 0 | Ligue 2               | 17 mai 2019       |
| 2020    | 20 685      | Paris Saint-Germain FC   | 0 - 2 | Ligue 1               | 30 août 2019      |
| 2022    | 26 661      | Paris Saint-Germain FC   | 1 - 2 | Ligue 1               | 22 septembre 2021 |
| 2023    | 26 661      | SC Bastia                | 3 - 2 | Ligue 2               | 2 juin 2023       |
| 2024    | 28 455      | Paris Saint-Germain FC   | 0 - 2 | Ligue 1               | 19 mai 2024       |
| 2025    | 27 767      | Stade de Reims           | 1 - 1 | Barrage               | 21 mai 2025       |

### Supporters

#### Ultras
Il existe actuellement deux groupes d'ultras dans les tribunes Ouest basse et Est basse du Stade Saint-Symphorien.
- Horda Frénétik 97 (tribune Est)[434]
- Gruppa Metz (tribune Ouest)[435]

#### Groupes de supporters
Outre le mouvement « Ultras », d'autres groupes de supporters existent au sein du Stade Saint-Symphorien.
- Supporter-Club En Avant Metz (tribune Nord)[436]
- Supporter-Club Les Grenats et Blancs (tribune Nord)[437]
- Supporter-Club de Ham-sous-Varsberg (tribune Nord)[438]

#### Gruppa Metz
Installé dans la Tribune Ouest Basse, ce groupe est né en septembre 2012 par quelques dissidents de la Génération Grenat 95 lors de la saison en National du FC Metz.
Depuis 1997, il existe une jumelage avec les ultras de la L.R. Vicenza, située à plus de 550 kilomètres à vol d'oiseau, entretenue par de nombreuses visites entre les supporters de la tribune Ouest du FC Metz et de Vicenza,,.
Il existe depuis avril 2009 une forte amitié avec les ultras du SV Eintracht Trier 05, avec des supporters de l'un présent à environ chaque match de l'autre. Les Messins recherchaient une amitié en Allemagne et ont découvert Trèves, en Regionalliga, au travers d'un match contre la réserve du Bayer 04 Leverkusen.

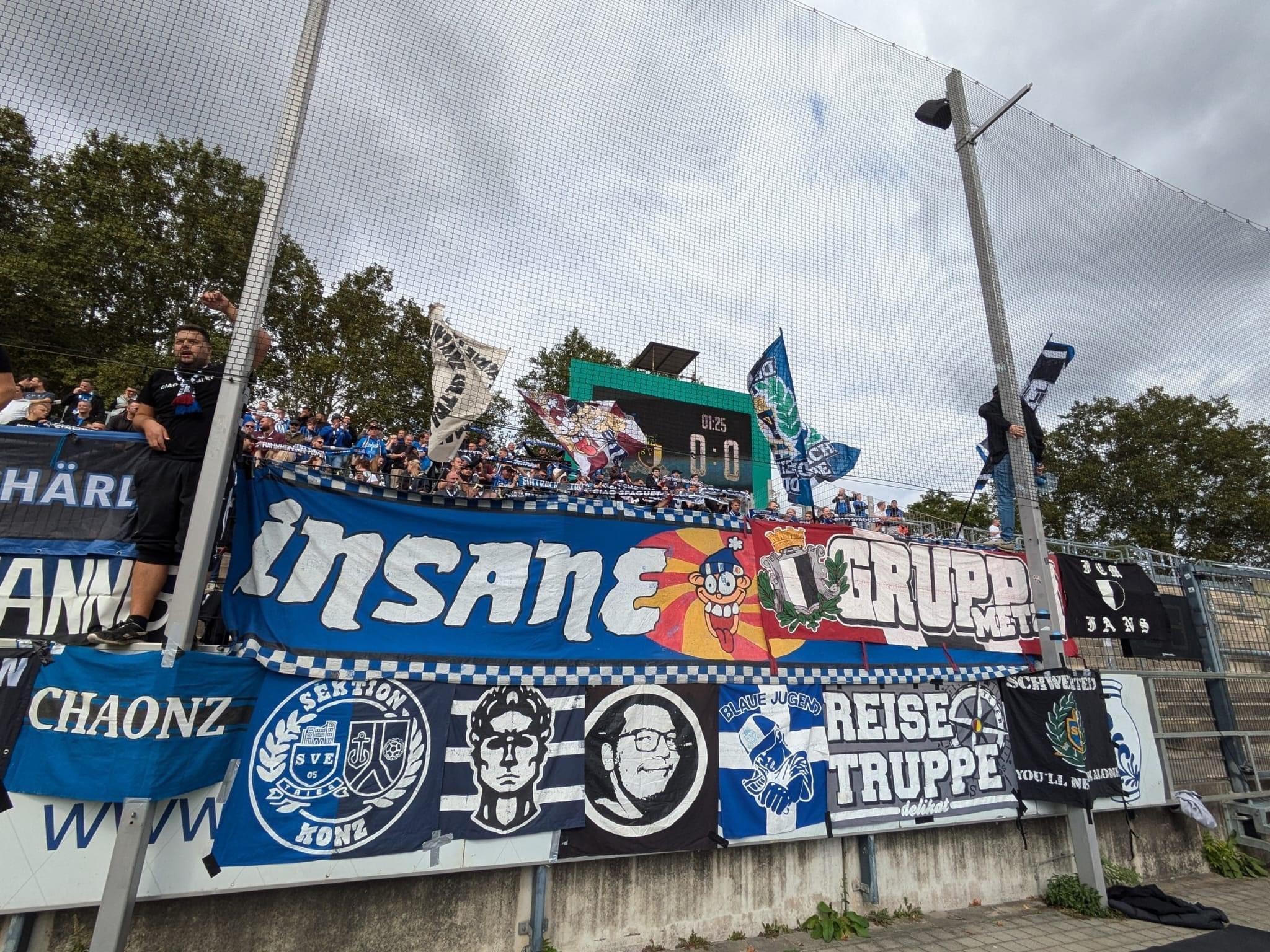
Les Insane Ultras avec la Gruppa Metz lors d'un match en 2024.

Sans amitié officielle actuellement, des liens avec les Suisses de Fribourg-Gottéron existent également en raison de l'amitié qu'il y avait entre les anciens groupes des clubs respectifs, GG95 et FB02 (Fribourg Boys), depuis septembre 2004. Les Fribourgeois du groupe Fribvrgensis sont en outre amis avec les ultras du SV Eintracht Trier 05 depuis 2011.

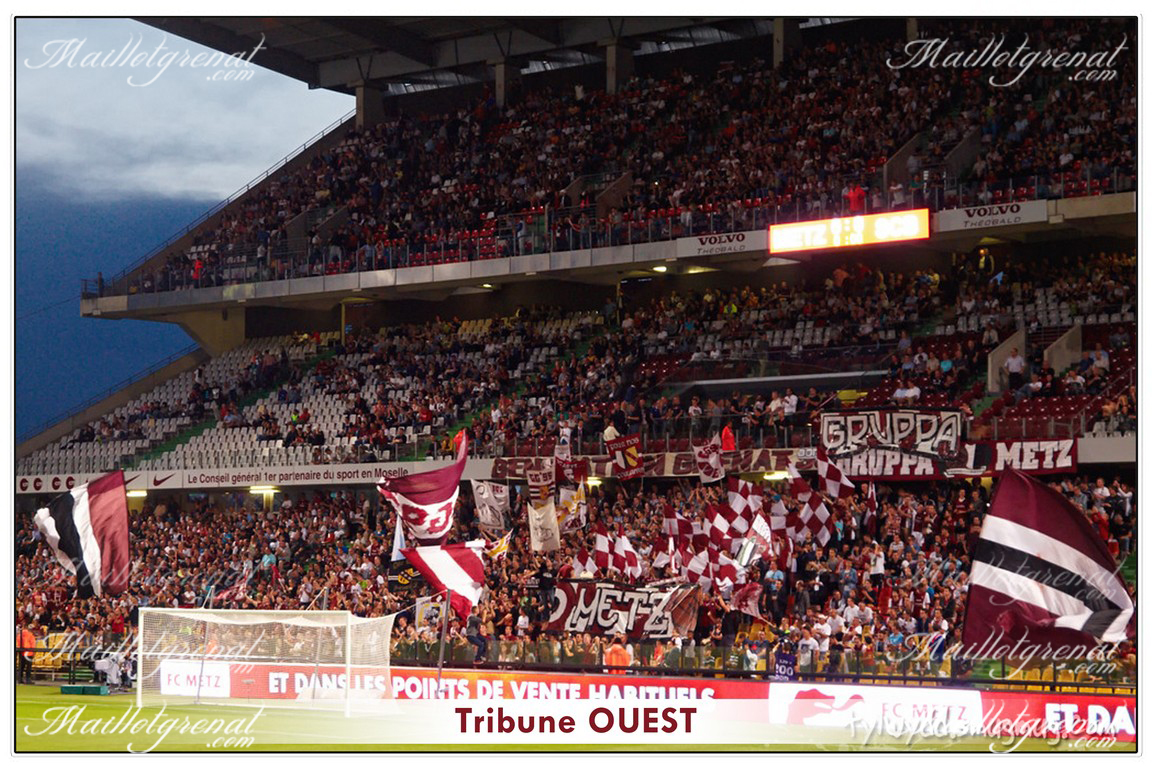
Ultras de la tribune ouest basse

#### Horda Frénétik
Créé en 1997, ce groupe succède directement à la Section Graoully (SG, née en 1991). Bien que basé dans la tribune Est basse du stade Saint-Symphorien, la Horda a été déplacée en tribune Est haute à cause des jets de pétards sur le gardien Anthony Lopes lors de la rencontre opposant le club à l'Olympique lyonnais le 3 décembre 2016. À la suite de cette affaire, la Horda Frénétik 97 reçoit du soutien de la part du milieu des supporters dit « Ultras » dont ceux du Borussia Dortmund qui exhibent un drapeau Free Tribune Est lors du match opposant le Borussia Dortmund au FC Augsbourg en Bundesliga. Finalement, les lanceurs de pétards ne faisaient pas partie du groupe Ultras. Les fauteurs de troubles ont eu une sanction d'un an de prison ferme pour l'un et dix mois de sursis pour le second. Depuis le début de la saison 2018-19, ces ultras ont refait leur apparition en tribune Est basse grâce à des négociations avec les dirigeants du club.
En France, il existe un jumelage avec les Ultras Occitans du Toulouse FC, aujourd'hui représentés par les BFS (Boire Fumer Supporter), qui a été initié par les SG lors de l'année 1993. En Europe, une forte amitié existe depuis 2000 avec les Ultras de Generation Luzifer du club allemand du 1.FC Kaiserslautern. Il est d'ailleurs assez fréquent de voir des supporters (ainsi que des drapeaux accorchés) du club allemand dans la tribune Est du stade Saint-Symphorien, supporter le club Lorrain.

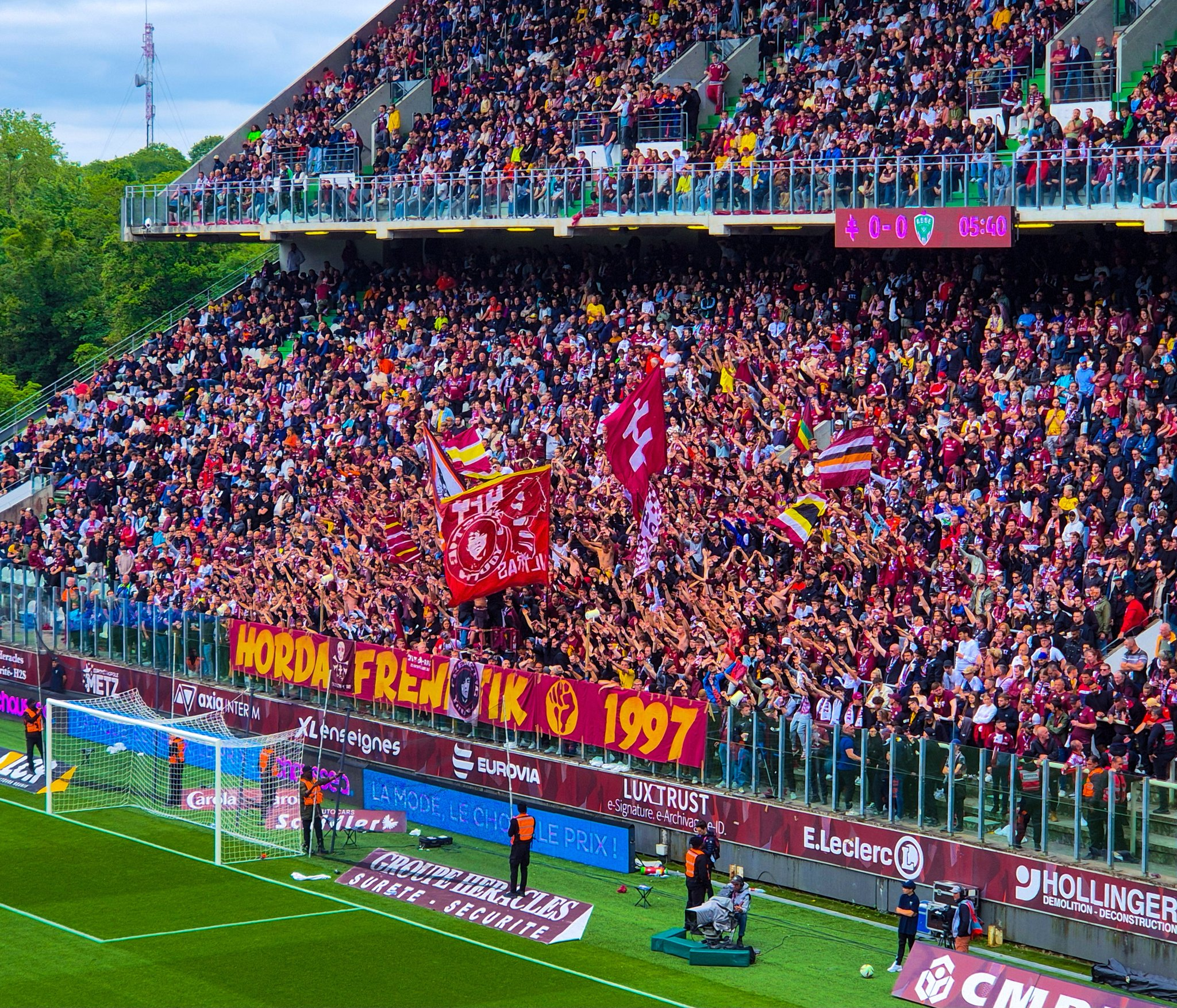
La « Horda Frénétik 97 » lors d'un match en 2024.

La Horda Frénétik s'est également longtemps revendiquée Antiraciste, notamment en étant à l'origine du RSRA (Réseau supporter de résistance antiraciste) avec des supporters du FC Sochaux-Montbéliard, après que le Front national ait atteint le second tour des présidentielles en 2002. En 2011, quelques supporters de la Horda sont arrêtés par la police pour avoir prétendument exhibé un drapeau muni d'une Croix Gammée. Cependant, les policiers n'avaient pas remarqué que cette Croix Gammée était frappée et cassée par une image de coup de poing, avec l'expression Gegen Nazis inscrite en dessous (« Contre les Nazis »). Ce drapeau avait été confié aux Ultras par leurs amis de Generation Luzifer.

### Rapports avec les autres clubs
Au fil des siècles, certaines rivalités avec d'autres groupes ultras se sont révélées entre les groupes de supporters du FC Metz à travers des matchs, dans les tribunes ou par le biais des amitiés avec d'autres groupes ultras.
Récemment, des heurts entre supporters messins et stéphanois ont eu lieu lors du match retour des barrages de la Ligue 1 à l'issue de la saison 2023-2024 à Metz. Les différents supporters se sont retrouver derrière la gare de Metz pour en découdre avec la présence de certains bordelais qui possèdent une amitié de longue date avec certains supporters de l'AS Saint-Étienne. Un an auparavant, en Ligue 2 cette fois-ci, des échauffourées entre supporters stéphanois et messins en tribunes avaient déjà eu lieu, ce qui avait stoppé le match pendant une dizaine de minutes.

#### Anciens groupes
Par le passé d'autres groupes ont animé différentes tribunes du stade Saint-Symphorien (Section Graoully, Génération Grenat 95, etc.).

### Presse
Le Républicain Lorrain et le mensuel Moselle Sport écrivent également les actualités du club,.
Pour ce qui est de la couverture télévisuelle, Moselle TV propose chaque semaine deux éditions du Graoully Mag (lundi et jeudi). Il s'agit d'une émission de 52 minutes consacrée à l'actualité du club.
Le web-media Let's Go Metz couvre également l'actualité des différentes sections du FC Metz. En particulier celle de l'équipe féminine des Grenats, qui évolue en deuxième division.

### Le FC Metz dans la culture populaire
Le FC Metz et le Stade Saint-Symphorien apparaissent dans le film « Jouer avec le feu », sorti en 2025 et réalisé par Delphine Coulin avec, entre autres, l'acteur Vincent Lindon.

### Supporters célèbres
Plusieurs personnalités, dont des originaires de Lorraine ou d'anciens membres du club, soutiennent le Football Club de Metz.

#### Personnalités sportifs
L'ancien footballeur du club, et champion du monde en 1998 avec l'Équipe de France, Robert Pirès, est un fidèle supporter du club lorrain depuis ses débuts au club. Le joueur se rend régulièrement au Stade Saint-Symphorien de nos jours et rejoint même l'équipe vétérans du club en octobre 2023.
Le tennisman Ugo Humbert est un supporter du FC Metz et du sport à Metz en général.
L'ancien footballeur international polonais (devenu consultant sportif), Ludovic Obraniak, est un fidèle supporter des Lorrains, n'hésitant pas à parler régulièrement du club sur les différents plateaux de télévisions dans lesquels l'ancien joueur de football est convié.

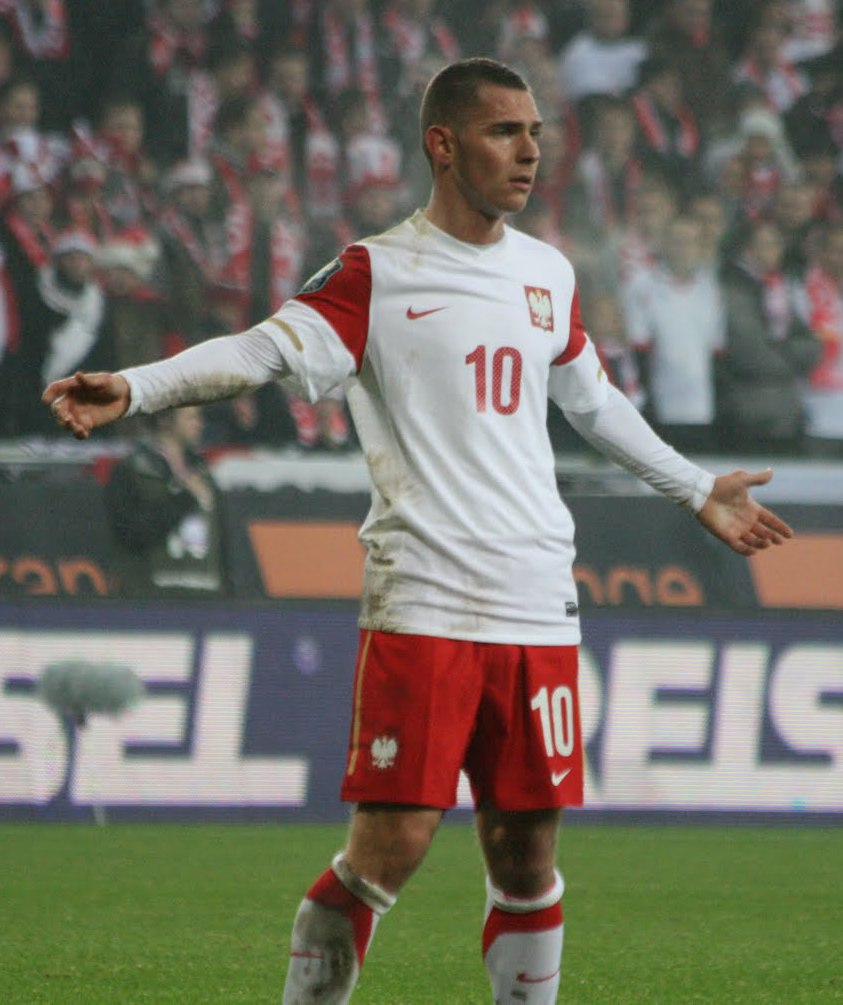
Ludovic Obraniak, supporter fidèle du club

#### Les autres personnalités
Le chanteur Yannick Schweitzer, dit Yanns supporte lui aussi le club lorrain. Du 1er avril 2023 jusqu'à l'issue de la saison 2024-2025 du club en Ligue 2, le chanteur et le club sont partenaires, donnant une visibilité supplémentaire au FC Metz.
Arnaud Deshayes, né en Moselle et aventurier lors de la 22e saison de l'émission française culte Koh-Lanta, est un supporter du FC Metz. À la suite de l'émission, il rejoint la chaîne de télévision Moselle TV et se rend régulièrement au Stade Saint-Symphorien.
L'acteur et réalisateur Hugo Becker, né à Metz, est un supporter des Grenats depuis tout jeune, se rendant au stade avec ses proches à l'époque de Sylvain Kastendeuch ou encore de Robert Pirès.

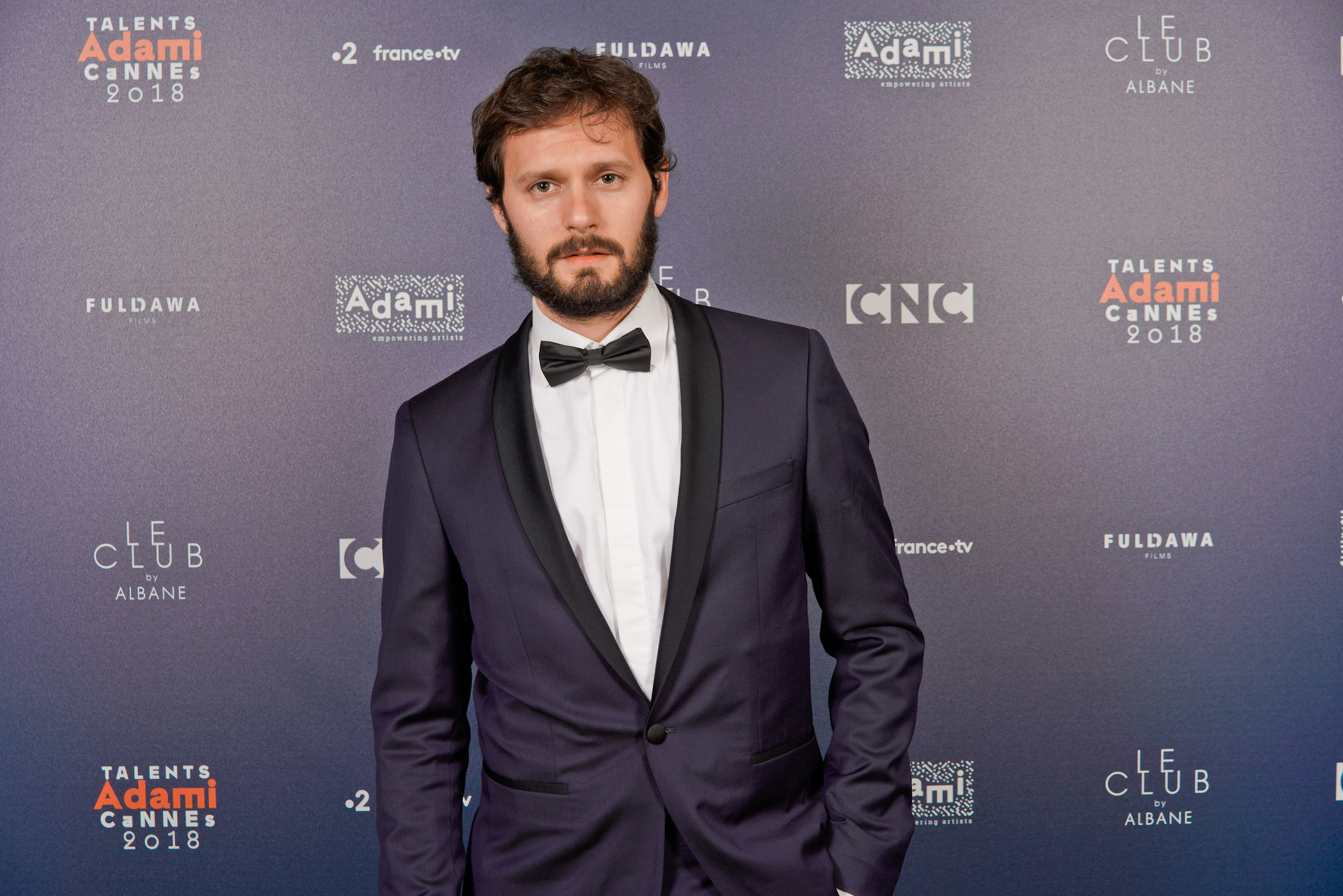
L'acteur et réalisateur Hugo Becker, supporte lui aussi le FC Metz